# BEYBLADE X
『BEYBLADE X』（ベイブレードエックス）は、河本ほむらと武野光（原作）、出水ぽすかとZIONAO（漫画）による日本の漫画作品。『月刊コロコロコミック』（小学館）にて、2023年7月号から連載中。タカラトミーから発売されたホビー「BEYBLADE X」を題材としている。

## 概要
2023年7月18日より展開が始まった第4世代ベイブレードで、漫画およびアニメでメディアミックス展開される。
「X」とは「誰もを魅了すること」、「見えないもの」、「まだ見ぬもの」、「何かわからないもの」などを意味する。
スポーツ競技として展開しているベイブレード玩具シリーズと連動し、ベイブレードがプロスポーツとなった世界を描く。本作でのベイバトルは3人1組のチーム制が基本となる。
これまでのシリーズにある相手より長く回る「スピンフィニッシュ」、相手をスタジアムの外にはじき飛ばす「オーバーフィニッシュ」、『ベイブレードバースト』で追加された相手を破壊（バースト）する「バーストフィニッシュ」に加えて、新たに、スタジアムの少し壁がある部分に相手を叩き込む「エクストリームフィニッシュ」が追加されたことが特徴。また、『バースト』と同様、スマートフォンとの連動する記録端末ベイバトルパスを使用して、専用のスマートフォン向けアプリと連動できることも特徴（ただし、『バースト』にあった機体に内蔵された村田製作所開発のNFCチップは搭載されていない）。
過去のシリーズとは直接的な関係は無く、登場人物やベイブレードも一新されているが、『バースト』と同様、X仕様の機体になって、過去作のベイブレードも復刻して発売されている（ドランザースパイラル、ドライガースラッシュ、ライトニングエルドラゴ、ドラシエルシールド、ドラグーンストーム、ストームペガシス、ビクトリーヴァルキリー）。

## 登場人物
声の項はテレビアニメ版の声優。

### 主要人物（チーム「ペルソナ」）
黒須エクス（くろす エクス） / 仮面X（かめんエックス）
声 - 斉藤壮馬、杉山里穂（幼少期）
- 使用ベイブレード - ドランソード3-60F→ドランダガー4-60R→ドランバスター1-60A→ドランブレイブS6-60V

1月23日生まれ。髪は空色と黄色が入ったツートーンカラーで、ハネた前髪をしている。瞳の色は空色。以前のチームは「ペンドラゴン」で、Xタワーのチャンピオンチームになったことで本気で戦える相手がいなくなってしまい、そのときに「Xタワーの頂上で龍宮クロムと戦いたい」という望みができたためチームを脱退し、ヘルメットで正体を隠した「仮面X」として、バードたちと「ペルソナ」を結成した。ベイブレードは遊びだと断言している。好きな食べ物はあんこクリームずしで、ゲテモノ寿司を好んで食べている。
風見バード（かざみ バード）
声 - 梅田修一朗
- 使用ベイブレード - ストライクホーク / ストライクホーク4-80LF（アニメ版のみ）→ヘルズサイズ4-60T→ヘルズチェイン5-60HT→ヘルズサイズ3-80F（漫画版のみ）→ヘルズハンマー3-70H→ヘルズリーパーT4-70K→ヘルズリーパーR4-50K

「ペルソナ」のリーダー。8月10日生まれ。赤茶色の髪に黒い線が入ったツートーンカラーをしており、逆立てた髪型をしている。瞳の色は赤茶色。髪型は鳥の翼を模した形状になっている。「ベイの才能が無い」と言われることもあるが、寿司を握る才能を持っており、冥殿によると「天才」であり、スポーツ、勉強などベイ以外ならばなんでもできる。
七色マルチ（なないろ マルチ）
声 - 野口瑠璃子
- 使用ベイブレード - ウィザードアロー4-80B→ナイトシールド3-80N→ナイトランス4-80HN→ウィザードロッド5-70DB→ナイトメイル3-85BS→ウィザードアークR4-55LO

7月16日生まれ。髪の内側が虹模様の黒いロングヘアをしている。瞳の色は虹が入っている黒色。ベイクラフターのライセンスを所持しており、バードとエクスにベイを作ったことがある。
白星テンカ（しろぼし テンカ） / 仮面S（かめんエス）
声 - 夏吉ゆうこ
- 使用ベイブレード - サムライセイバー2-70L→サムライカリバー6-70M

4月6日生まれ。黒髪に紫の線が入ったツートーンカラーで、髪型はポニーテール。瞳の色は紫色。白星流の師範代を務める。

### チーム「ペンドラゴン」
スラッシュタワーの頂上に君臨するチャンピオンチーム。スポンサーはお土産用キーホルダーメーカー「銅田産業」。
龍宮クロム（りゅうぐう クロム） / 仮面Y（かめんワイ）
声 - 石川界人
- 使用ベイブレード - コバルトドレイク4-60F→ドランソード3-60F→ドランダガー4-60R→コバルトドラグーン2-60C→インパクトドレイク9-60LR→インパクトドレイク7-80GP（アニメ版のみ）

スラッシュタワーの頂上チーム「ペンドラゴン」のリーダー。12月3日生まれ。チームからのエクス脱退については口には出さないが、人一倍強い思いを持っている。
七色シグル（なないろ シグル）
声 - 伊瀬茉莉也
- 使用ベイブレード - レオンクロー5-60T→ヘルズサイズ4-60T→ヴァイスタイガー3-60U

マルチの姉。モデルとしても活躍中のブレーダー。4月9日生まれ。思ったことをそのまま口に出してしまい、バランスタイプのベイブレードしか使えない不器用な性格。生まれつきの才能を持っており、初見のベイバトルで相手を一瞬で圧倒し、勝利した天才。
神成シエル（かみなり シエル） / 仮面Z（かめんゼット）
声 - 古田一紀
- 使用ベイブレード - コバルトドレイク4-60F（アニメ版のみ）→ブラックシェル4-60D→ドランバスター1-60A（アニメ版のみ）→コバルトドラグーン2-60C（アニメ版のみ）→シェルタードレイク7-80GP、シェルタードレイク5-70O（アニメ版のみ）、シェルタードレイク3-60D（アニメ版のみ）

エクスの脱退後、新たにチームに加入したブレーダー。龍宮クロムに憧れ、彼を超えることを目標としている。アマチュアブレーダー時代の戦績は502勝0敗を誇る、アマチュアの伝説。11月7日生まれ。

### チーム「ファランクス」
長年プロブレーダーとして活動しているチーム。弱いアマチュアブレーダーのベイを破壊してプロを諦めさせる通称「新人（ルーキー）潰し」をしていた。スポンサーは「マウンテンラーメン」。
石山タクミ（いしやま タクミ）
声 - KENN
- 使用ベイブレード - ストーンモンブラン（漫画版のみ） / ストーンモンブラン3-80N （アニメ版のみ）

「ファランクス」のリーダー。3月14日生まれ。プロブレーダーのレベル低下に危機感を覚え、Xタワーの品位を保つための「選別」と称して自分に負けたアマチュアブレーダーたちのベイを潰してきた。バードのベイ「ストライクホーク」を破壊した張本人。10年ベイブレードの特訓を続け、ベイに人生を賭けていると豪語する。他人にも自分にも厳しい人物だが、それだけベイブレードに真剣なのだとタイショーに評されている。また、バーンからは確かな技術、反骨心、ベイにかける思いを見込まれている。
左葉ゲンリ（さよう ゲンリ）
声 - 大町知広
- 使用ベイブレード - アイアンフォレスト（漫画版のみ） / ウィザードアロー4-80B（アニメ版のみ）

「ファランクス」のメンバー。3月4日生まれ。
陣内バリキ（じんない バリキ）
声 - 石黒史剛
- 使用ベイブレード - ダイヤモンドナッツ（漫画版のみ） / シャークエッジ3-60LF（アニメ版のみ）

「ファランクス」のメンバー。7月22日生まれ。

### チーム「ズーガニック」
ペルソナ同様プロになったばかりの新人チームだが、トップアマやセミアマが出場する大会で連戦連勝を重ねて注目されている。スポンサーは世界初の完全屋内型動物園「ライオンズジャングル」の会社。
万獣キング（まんじゅう キング）
声 - 鈴木崚汰
- 使用ベイブレード - レオンクロー5-60P→レオンクレスト7-60GN

「ズーガニック」のリーダー。10月4日生まれ。アマチュア時代の個人成績は無敗を誇り、堂々とした振る舞いで自らを王と名乗る。ファンに優しく、仲間からも慕われる人格者。自分が選んだチームメイトの実力を高く買っている。
億長トグロ（おくなが トグロ）
声 - 濱野大輝
- 使用ベイブレード - ヴァイパーテイル5-80O→ヴァイパーテイル3-80P

「ズーガニック」のメンバー。1月6日生まれ。一見優男だが、相手が嫌がる攻撃を執拗に続ける戦法を得意とする。普段はスポンサー企業の動物園で飼育員として働いている。キングに憧れ、ズーガニックのメンバーオーディションに参加して唯一合格した。キングには相手の短所を引き出す戦法を評価されている。キングをとても慕っている。キングの弟と妹、プリスとプリセには「キングの家来みたい」と言われている。
チョー・パン
声 - 若井友希
- 使用ベイブレード - シャークエッジ3-60LF（アニメ版のみ）→ライノホーン3-80S→ライノホーン5-80A

「ズーガニック」のメンバー。3月20日生まれ。小柄だがサイと力比べができるほどの怪力で、並のベイとランチャーでは耐えられないほどの尋常ではないシュート力を持つ。戦績は極めて優秀で、シャッフルバトルフェスでは「ズーガニックの隠れた強キャラ」「隠れた最強の一角」と紹介された。ズーガニックのメンバーオーディションには参加しておらず、キングに直接スカウトされた。

### チーム「ユグドラシル」
世界有数の製薬会社「ユグドラシル製薬」をスポンサーとするチーム。他の追随を許さぬ圧倒的資金力を持ち、ベイの開発に多大な費用を投入している。
不死原バーン（ふじわら バーン）
声 - 小林裕介
- 使用ベイブレード - フェニックスフェザー3-60F→フェニックスフェザー4-60LF（XONEのみ）→フェニックスウイング9-60GF→フェニックスラダー9-70G

「ユグドラシル」のリーダー。世界的製薬会社「ユグドラシル製薬」の御曹司。2月4日生まれ。容姿端麗かつ才能・努力・包容力を併せ持つ人物で、部下やチームメイトなど彼に心酔する者は多い。「高貴な者はそれに応じた責任を果たさなければならない」という意味の「ノブレス・オブリージュ」を掲げており、ベイにおけるスピードの概念を次の次元へと進ませる「ベイタイムシフト」を目指している。髪型は鳥の翼を模した形状になっている。
難波ゆに（なんば ゆに）
声 - 前川涼子
- 使用ベイブレード - ユニコーンスティング5-60GP→ユニコーンスティング3-70GF

「ユグドラシル」のメンバー。超有名インフルエンサーであり、若い女子を中心に世界中から圧倒的支持を受けるカリスマ。6月11日生まれ。感度の高いブレーダー御用達のアパレルショップ「ブレーダーズドレス」のアンバサダーとして、店の通称でもあるブランド「Bドレ（ビードレ）」をプロデュースしている。「モテ」を意識し、次の流行や人が喜ぶことなどを常にリサーチして人気を得ている。元は若者を中心に人気沸騰中のアマチュアブレーダーだったが、彼女にとってバーンは完璧で理想のリーダーであり、その彼の期待に応えるためにチームに加入した。たまにバーンに褒められる妄想をしている。元々は自分が勤務する会社の企業対抗戦がきっかけでベイの世界に入ったものの、期待とプレッシャーに耐えるために無理をしていたが、マルチとの試合でベイが好きであることを思い出す。試合後、マルチの芸術的な勝利に感化され、試合後はマルチのことを「マルチ様」と呼ぶようになる。バーンには強さと同時に弱さをはらんでいるが、自分の掲げる理想に向かう足を止めない姿が気高いと評されている。
猫山ゾナモス（ねこやま ゾナモス）
声 - かぬか光明
- 使用ベイブレード - スフィンクスカウル9-80GN→スフィンクスカウル1-80G

「ユグドラシル」のメンバー。ベイバトルと謎解きが一体化した新感覚テーマパーク「ゾナモスハウス」の管理人。9月12日生まれ。大柄で語尾に「ゾナ」をつける一見とぼけた人物だが、謎を生み出す「謎クラフター」であると同時に並のプロレベルを超えるブレーダーでもある。まだ見ぬ謎を追求する心と、果てなき目的に向かう強さとそれをかなえる力を見込まれてバーンにスカウトされる。

### チーム「ドリームズ」
ベイファンの個人投票上位3名によるドリームチーム。Xタワーで開催される「オールスターバトル」のために結成された。白星決戦（スターバトル）のため、ぱっくんの陰謀により無理やり再結成させられる。
万獣クイン（まんじゅう クイン）
声 - 宮寺智子
- 使用ベイブレード - シノビナイフ4-80HN→シノビシャドウ1-80MN

チーム「天下布武」所属。ベイブレード創世記から活躍し、プロという立場を確固たるものにした「生ける伝説」。プロブレーダー歴は25年で、初登場時の戦績は9999勝9敗。最多勝利記録を持つレジェンドブレーダー。キングの祖母でもある。4月21日生まれ。
あらゆる状況、あらゆる戦法で1万人と戦った経験から、試合前に結果がわかる能力「バックオブウィズダム」を身につけている。かつて負けた9人との試合では、相手の実力が自分が把握できるレベルを超えていたためバックオブウィズダムが発動しなかったが、オールスターバトルでの仮面Xとの試合ではハッキリ見えたはずの自分の勝利が現実にならず、10敗目を喫する。格闘ゲームも得意でこちらでも9999勝しているが、バードに10連敗する。
珠羅レックス（じゅら レックス）
声 - 土田玲央
- 使用ベイブレード - ティラノビート4-70Q　　　

チーム「クリタシアズ」所属。Xタワー88階にその名を轟かせる猛々しさが持ち味のブレーダーで、エキサイティングなバトルを求めるベイファンから圧倒的な支持を得ている。試合運びは荒いものの、予想外の結果を出すことで有名なチーム「クリタシアズ」の中でも花形の選手。強さにムラがあるのが特徴で、実力で劣る相手に負けることもあれば常勝無敗のトッププロに勝つこともあり、「無敗殺し（エースキラー）」の異名を持つ。7月24日生まれ。
ぱっくん
声 - 佐藤元
- 使用ベイブレード - ウィザードアロー4-80LF（アニメ版のみ）→ヘルズハンマー3-70H→ドランバスター1-60A（アニメ版のみ）→サムライセイバー2-70L（アニメ版のみ）→ヴァイパーテイル3-80P→ウィザードアークR4-55LO

チーム「ぱっくんチャンネル」所属。登録者数4500万人超えの大人気ベイチューバー。8月9日生まれ。元々ベイクラフターでもあり、それを活かした「ベイをコピーしてみた」という動画が人気。彼にとってはフォロワー数が全てであり、人気を得るためには手段を選ばない。スポンサーもファンも誰も信用していないため、彼のチームはブレーダー自らがスポンサーとなり活動するセルフスポンサードとなっており、他にチームメイトはいない。外見も性能もまったく同じベイをクラフトでき、マルチによると自分でも不可能で人間業ではないと言われるが、実際はベイの設計データを盗んでいたことが発覚する。オールスターバトルでマルチに敗れた直後、データを盗んだことを暴露されてファンから顰蹙を買い、多くのフォロワーを失った。

### チーム「ゴルディアス」
金色カルラ（こんじき カルラ）
声 - 辻あゆみ
- 使用ベイブレード - クリムゾンガルーダ4-70TP

12月1日生まれ。
桑原レイユ（くわばら レイユ）
声 - 天希かのん
- 使用ベイブレード - ゴーストサークル0-80GB

10月31日生まれ。
剛轟イワオ（ごうごう イワオ）
声 - 安元洋貴
- 使用ベイブレード - ゴーレムロック1-60UN

4月22日生まれ。

### チーム「ゾディアック」
ソリダスタワーの頂上に君臨するチーム。
白星オメガ（しろぼし オメガ）
声 - 小清水亜美
- 使用ベイブレード - エアロペガサス3-70A→ペガサスブラストATr

10月10日生まれ。
露地ランツ（ろじ ランツ）
声 - 室元気
- 使用ベイブレード - ペルセウスダークB6-80W

6月13日生まれ。
三頭ミリオン（みず ミリオン）
声 - 岩中睦樹
- 使用ベイブレード - ケルベロスフレイムW5-80WB

### チーム「ミスリーダーズ」
九尾ヨウコ（きゅうび ヨウコ）
声 - 豊永利行
- 使用ベイブレード - フォックスブラッシュJ9-70GR

腐飾ドクガ（ふしょく ドクガ）
声 - 重松千晴
- 使用ベイブレード - スコーピオスピア0-70Z

7月29日生まれ。
一心リュウ（いっしん リュウ）
声 - 伊藤健太郎
- 使用ベイブレード - トリケラプレスM-85BS

### B4
カドバー / 門バンタロウ（かど バンタロウ）
声 - 古川慎
- 使用ベイブレード - ワイバーンゲイル5-80GB

世界ベイブレード管理機構「B4」所属のプロブレーダー。12月25日生まれ。Xタワー1階を突破するためには彼が出す「カドバーの試験」をクリアしなければならない。

### 駒刃寿司
寿司谷タイショー（すしや タイショー）
声 - 魚建
- 使用ベイブレード - シャークエッジ3-60LF（アニメ版のみ）→ウィザードアロー4-80LF（アニメ版のみ）→マグロエッジ3-60LF（アニメ版のみ）

11月1日生まれ。
冥殿メイコ（めいでん メイコ）
声 - 青木瑠璃子
- 使用ベイブレード - シャークエッジ3-60LF→ホエールウェーブ5-80E→シャークスケイル4-50UF

タイショーの秘書。5月5日生まれ。

### 実況
ゼロゴー
声 - 駒田航
ベイバトルのアナウンスを務める実況AI。
イチゴー
声 - 日高里菜
- 使用ベイブレード - ベリーベリーボム5-80GB（アニメ版のみ）

Xタワーの案内を務めるマスコットAI。話をすぐ面白い方向に持っていこうとする癖があり、バードもインタビューのたびに弄られている。あまりにも発言を大袈裟にするため、バードはビッグマウスという異名を勝手につけられている。
シャッフルバトルフェスでは欠場者が出たため選手として参加し、バーン、パンとチーム「イチゴパン」を結成する。使用ベイはワイバーンゲイルだが、本人はベリーベリーボムだと言い張っている。
ニゴー
声 - 荻野葉月
AI審判。音声のみの存在で、試合進行のアナウンスを行う。
サンゴー
声 - 田嶌紗蘭
「ポータブル4Xシステム」を搭載した白星決闘（スターバトル）用のアシスタントAI。

### 万獣家
万獣キングについては#チーム「ズーガニック」、万獣クインについては#チーム「ドリームズ」を参照。
万獣スエ（まんじゅう スエ）
声 - 鈴木れい子
万獣一族の長。クインの母であり、キングの曽祖母。
万獣ジャク（まんじゅう ジャク）
声 - 羽多野渉
キングの父。
万獣ジョカ（まんじゅう ジョカ）
声 - 茅野愛衣
クインの娘であり、キングの母。
万獣プリス（まんじゅう プリス）、万獣プリセ（まんじゅう プリセ）
声 - 川井田夏海
キングの弟と妹で、双子のきょうだい。ベイブレード界屈指のベイクラフター。

### その他のブレーダー
丸湖カルロ（まるこ カルロ）
声 - 竹内良太
- 使用ベイブレード - ストライクホーク4-80LF

アニメオリジナルキャラクター。面倒見が良いプロブレーダーでバードを激励する。バードが使用していたものと同じストライクホークの力を彼以上に引き出している。一時期は有名な選手で龍宮クロムと並ぶ注目株だったが、チーム「ペンドラゴン」戦でクロムに敗北後、自身の実力に気付かされたことでスランプに陥り、プロの世界にしがみつくことに限界を感じたため引退することに。シングルバトルフェスにてバードを激励し、仮面Xとのバトルを最後に引退する。不死原バーンのベイブレード界を発展させるという考えに共鳴し、引退試合の後にバーンにベイバトルパスのデータを託した。引退はしたがお祭り企画のシャッフルバトルフェスには参加し、バード、冥殿とチーム「授業参観」を結成する。
スフィー
声 - 喜多村英梨
- 使用ベイブレード - スフィンクスカウル9-80GN

アニメオリジナルキャラクター。ゾナモスの召し使いで、猫の仮面をかぶった女性。テーマパーク「ゾナモスハウス」のメインアトラクション「ナゾアンドベイ」で案内役を務める。語尾に「スフィー」とつける。
イエティ
声 - 大泊貴揮
- 使用ベイブレード - スフィンクスカウル9-80GN

アニメオリジナルキャラクター。アトラクション「ナゾアンドベイ」で挑戦者を待ち受ける未確認生物（UMA）。
熱気アイ（ねっき アイ）
声 - 富田美憂
- 使用ベイブレード - レオンクロー5-60T

アニメオリジナルキャラクター。オタカラコーヒーがベイスポンサーを務めるチーム「バイセンズ」のメンバーだった女性で、冥殿と門（カドバー）の元チームメイト。チームの中核を担うリーダーとして冥殿と門に支えられてきたが、タイトルマッチ目前というところで冥殿のケガが原因でチームは解散し、引退を表明する。彼女にとって冥殿は世界で一番大好きで一番尊敬しているブレーダーであり、自分の娘にメイコと名付けている。
ソリタ
声 - 内田修一
- 使用ベイブレード - ワイバーンゲイル5-80P

アニメオリジナルキャラクター。ソリダスタワー1階のブレーダーで、スラッシュタワーから移籍してきた石山のデビュー戦の相手。
銀狼（ぎんろう）
声 - 小西克幸
- 使用ベイブレード - シルバーウルフ3-80FB

7月3日生まれ。エクスの師匠。裏の世界のプロブレーダー「裏プロ」が目論むベイによる世界征服を防ぐために、裏プロと闘い続けている。
刃威斗（ばいと）
声 - 岡本信彦
- 使用ベイブレード - インパクトドレイク9-60LR→ドランバスター1-60A→コバルトドラグーン2-60C→インパクトドレイク3-60D→インパクトドレイク5-70O

アニメオリジナルキャラクター。その道では知らぬ者はいないという、裏プロ界のトップブレーダーの1人。銀狼と面識がある。

### その他の登場人物
ツル、スザキ
声 - 望田ひまり（ツル）、宮瀬尚也（スザキ）
- 使用ベイブレード - ウィザードアロー4-80LF

バードが最初に所属していたチーム「アルバトロストライカーズ」のメンバー。ツルは小柄で帽子をかぶっており、スザキは背が高く髪を逆立てている。
ななせ、アルカ、にじこ
声 - 伏見はる香（ななせ）、渡辺紘（アルカ）、小針彩希（にじこ）
アニメオリジナルキャラクター。マルチのファン「マルチーズ」の3人。
マウンテンラーメン社長
声 - 岩崎征実
アニメオリジナルキャラクター。ファランクスのスポンサー「マウンテンラーメン」の社長。ブレーダーを店の名前を広めるためのマスコット程度にしか思っておらず、タイショーとは考え方の相違から険悪な関係。
ヒナ
声 - 久野美咲
- 使用ベイブレード - ウィザードアロー4-80LF

アニメオリジナルキャラクター。バードのファン第一号でグッズを自作している。
パンク、エンジ、グラト
声 - 野津山幸宏（パンク）、上西哲平（エンジ）、若林佑（グラト）
- 使用ベイブレード - ヴァイパーテイル5-80O（パンク）

アニメオリジナルキャラクター。バードを馬鹿にしルール無用のストリートバトルを仕掛けた配信者たち。バトルでは卑怯な手を使い、動画では都合のいいように編集しようとした。
りこるん、ものけろ、イッカク
声 - 阿部菜摘子（りこるん）、会沢紗弥（ものけろ）、依田菜津（イッカク）
アニメオリジナルキャラクター。ゆにのファン。
銅田社長（どうだしゃちょう）
声 - 蓮岳大
ペンドラゴンのスポンサー「銅田産業」の社長。
戯画谷専務（ぎがたにせんむ）
声 - 船木まひと
銅田産業の専務。最強のチームを作ることを掲げている。
目ヶ岡先生（めがおかせんせい）
声 - 新井里美
マルチの私立ベイアカデミー時代の恩師。
鷹野ツバサ（たかの ツバサ）
声 - 照井悠希
- 使用ベイブレード - ワイバーンゲイル5-80GB

アニメオリジナルキャラクター。バードがベイブレードを始めるきっかけを作った人物。

### ゲームオリジナル

#### BEYBLADE X XONE
神影シア（かみかげ シア）
声 - 榊原優希（男）、本泉莉奈（女）
- 使用ベイブレード - シノビナイフ4-60LF

明智マサト（あけち マサト）
声 - 白石兼斗
- 使用ベイブレード - ウィザードアロー5-70GB

不知火ナツ（しらぬい ナツ）
声 - 小林大紀
- 使用ベイブレード - レオンクロー3-70GP

春風アオイ（はるかぜ アオイ）
声 - 田中美海
- 使用ベイブレード - シャークエッジ9-60GF

城前マモル（しろまえ マモル）
声 - 金光宣明
- 使用ベイブレード - スフィンクスカウル4-60MN

平子タイキ（ひらこ タイキ）
声 - 吉岡茉祐
- 使用ベイブレード - ワイバーンゲイル3-60DB

剛力ツヨシ（ごうりき ツヨシ）
声 - 駒田航
- 使用ベイブレード - ドランバスター1-80R

秋月スイ（あきづき スイ）
声 - 大久保瑠美
- 使用ベイブレード - ユニコーンスティング5-60U

黒羽ハヤテ（くろはね ハヤテ）
声 - 中島ヨシキ
- 使用ベイブレード - シノビシャドウ1-60GN

#### BEYBLADE X EVOBATTLE
進堂ライン（しんどう ライン）
声 - 海渡翼（男）、芹澤優（女）
- 使用ベイブレード - レオンファングT4-60A

組木マイス（くみき マイス）
声 - 米内佑希
姫川ルーペ（ひめかわ ルーペ）
声 - 水野亜美
片向レン（かたむき レン）
声 - 三木一眞
晴間ソール（はれま ソール）
声 - 木花藍
逆嶋リベル（さかしま リベル）
声 - 宮瀬尚也
白銀サーフェス（しろがね サーフェス）
声 - 伊東健人
伏見リィク（ふしみ リィク）
声 - 木間萌

## 用語

### ベイブレード
| アタックタイプ | ディフェンスタイプ | スタミナタイプ | バランスタイプ | 不明                                          |
| ベーシックライン（2023年 - 現在）（BX-01 - ） | ベーシックライン（2023年 - 現在）（BX-01 - ） | ベーシックライン（2023年 - 現在）（BX-01 - ） | ベーシックライン（2023年 - 現在）（BX-01 - ） | ベーシックライン（2023年 - 現在）（BX-01 - ） |
| --- | --- | --- | --- | --------------------------------------------- |
| - ドランソード - ドランダガー - ストライクホーク - シャークエッジ - コバルトドレイク - コバルトドラグーン - フェニックスフェザー - フェニックスウイング - ティラノビート - ティラノロア - マグロエッジ - クロコクランチ - スパイダーマン - オプティマスプライマル - マンダロリアン - スピノサウルス | - ナイトシールド - ナイトランス - ストーンモンブラン - ライノホーン - スフィンクスカウル - シノビナイフ - ブラックシェル - ベアスクラッチ - トリケラプレス - トリケラスパイキー - ヴェノム - スタースクリーム - モフ・ギデオン - ケツァルコアトルス - ゴートタックル | - ウィザードアロー - ヴァイパーテイル - ワイバーンゲイル - ベリーベリーボム - プテラスイング - アイアンマン - メガトロン - ルーク・スカイウォーカー - T-レックス | - ヘルズサイズ - ヘルズチェイン - レオンクロー - ユニコーンスティング - ヴァイスタイガー - ホエールウェーブ - クリムゾンガルーダ - マンモスタスク - シェルタードレイク - サノス - オプティマスプライム - ダース・ベイダー - サムライスチール - サムライカリバー - モササウルス | - アイアンフォレスト - ダイヤモンドナッツ     |
| ユニークライン（2024年 - 現在）（UX-01 - ） | | | |                                               |
| - ドランバスター - エアロペガサス - サムライセイバー - インパクトドレイク - シャークスケイル | - シノビシャドウ - レオンクレスト - ナイトメイル - ゴーレムロック - ワイバーンホバー | - ウィザードロッド - フェニックスラダー - シルバーウルフ - ゴーストサークル                                                                                      | - ヘルズハンマー - スコーピオスピア |                                               |
| カスタムライン（2025年 - 現在）（CX-01 - ） | | | |                                               |
| - ドランブレイブ - フォックスブラッシュ - レオンファング - ペガサスブラスト - ワルキューレボルト | - ペルセウスダーク - ライノリーパー | - ウィザードアーク - ケルベロスフレイム | - ヘルズリーパー - ホエールフレイム - ソルエクリプス |                                               |

ベイブレードの構成
上から順にブレード、ラチェット、ビットの3つのパーツで構成されている。

### ベイブレードの周辺アイテム
ランチャー
ベイブレードをシュートするのに必要なツール。
ワインダーランチャー
扱いやすいタイプのランチャー。紐ではなくギザギザとした刃のついたベルトの「ワインダー」を引いてシュートする。『爆転シュート ベイブレード』でいうイージーシューター（リバースシューター）、『メタルファイト ベイブレード』と『ベイブレードバースト』でいうライトランチャーに相当する。
ストリングランチャー
ストリング（紐）を引くことでベイブレードをシュートできる。『メタルファイト』と『バースト』でいうベイランチャーに相当する。
ランチャーグリップ
ランチャーの主に握る部分。ランチャーに装着することでシュートしやすくなる。『爆転シュート ベイブレード』でいうカスタマイズグリップに相当し、『メタルファイト』と『バースト』は同じ名前となっている。
カスタムグリップ
ランチャーグリップに専用のオプションパーツをつけたもの。好みのパーツを付けることでよりシュートしやすくなるもの。カスタム用のパーツをラバー素材にしたものも出ている。
ホールドランチャー
ワインダーランチャーとランチャーグリップが一体化したもので、よりシュートしやすくなっている。さらに、ワインダーは通常よりも少し長くなったロングワインダーとなって、より強いシュートも可能。『バースト』でいうソードランチャー（デジタルソードランチャー、パワーカスタムソードランチャーLR）に相当する。
ベイバトルパス
シュートパワーやシュート回数、大会の成績などが記録される端末。選手登録にも使用する。『メタルファイト』でいうベイポインター（ベイポイントカード）、『バースト』でいうベイロガー（ベイロガープラス）に相当する。
ベイスタジアム
ベイバトルが行われる専用の競技場。
エクストリームスタジアム
エクストリームラインによりベイブレードが加速するスタジアム。
ダブルエクストリームスタジアム
従来のエクストリームスタジアムの内周の枠に時間差で電動で浮き沈みするエクストリームラインを追加したベイスタジアム。

### 作中用語
B4（ビーフォー）
世界ベイブレード管理機構「BeyBlade Battle Base（ベイブレードバトルベース）」の略称。ベイブレードの研究開発や大会開催を行う組織。
作中ではXタワーの運営を行っている。
Xシティ（エックスシティ）
『BEYBLADE X』の基本となる場所。プロブレーダーとそれを志す者の集まる街で、ブレーダー憧れの聖地。中央にXタワーがある。
Xタワー（エックスタワー）
Xシティの中央にそびえる、2棟のビル「スラッシュタワー」と「ソリダスタワー」が交差したX型の建物。ベイブレードバトルの最高峰とされ、ここで日々プロブレーダーによるベイバトルが行われている。
ベイスポンサー
プロブレーダーがベイのトレーニングや試合に集中できる環境を用意する企業。プロブレーダーはスポンサーをつけるのが義務となっている。
4Xベイバトル（フォーエックスベイバトル）
各ベイの速さ・回転・威力・デザインなどを読み取り、そのイメージを即時に具現化するXタワーのシステム。
ベイマシン
緻密なデータと計算を基に、ベイを造形・出力する機械。素人には扱えず、熟練のベイクラフターがいなくては使えない。
ベイクラフター
ベイマシンを使いベイクラフトを行う者のこと。ベイクラフターになるには資格が必要で、専門学校に通い、数々の高度な試験をクリアしなければならない。
シャッフルバトルフェス
Xタワーで開催される特別なイベント。チームをバラバラにして、運営がランダムで再編成した3人1組の新しいチームでバトルをする。活躍したブレーダーにはゴールデンベイが授与される。勝敗によって順位はつかず、バトルの裏でベイファンによる個人投票とチーム投票が行われ、個人投票では1位から3位、チーム投票では既存のチームから1位が決められる。個人投票上位3人はドリームチームを結成し、ドリームチームとチーム投票1位のチームが対戦することになる。
オールスターバトル
Xタワーで開催される人気ブレーダーの祭典。ベイファンによる個人投票の上位3名で結成されたドリームチームと、チーム投票1位のチームにより行われる。個人投票第1位は万獣クイン、第2位は珠羅レックス、第3位はぱっくん。チーム投票第1位はペルソナ、第2位は天下布武、第3位はユグドラシル。
シュータくん
データを入力することで、どんなシュートも実現できるAIシューター。B4とユグドラシル製薬で共同開発している全自動シューターで、シャッフルバトルフェスでお披露目も兼ねて試運転を行う。特定のブレーダーのシュートをコピーすることもできる。
超頂上決戦（エクストリームバトル）
2つのタワーの頂上チームによって行われる究極の試合。これに勝った場合真のXタワー最強が決まる。
白星決闘（スターバトル）
超頂上決戦に勝った白星オメガが行うイベント。プロやアマチュアを問わず、白星（漫画版ではスター）をベイバトルによってやり取りし、一番最初に白星を100個集めたチームが白星オメガ率いるチーム「ゾディアック」とベイバトルでき、勝てば超頂上になれるというものだが、本質は白星流内の内輪揉めである。

## 書誌情報
- 原作：河本ほむら、武野光 / 漫画：出水ぽすか、ZIONAO[注 2] 『BEYBLADE X』 小学館〈てんとう虫コロコロコミックス〉、既刊6巻（2025年6月27日現在）
  1. 2023年9月28日発売[11]、ISBN 978-4-09-143648-1
  2. 2024年1月26日発売[12]、ISBN 978-4-09-143682-5
  3. 2024年7月26日発売[13]、ISBN 978-4-09-149747-5
  4. 2024年10月28日発売[14]、ISBN 978-4-09-149816-8
  5. 2025年1月28日発売[15]、ISBN 978-4-09-149877-9
  6. 2025年6月27日発売[16]、ISBN 978-4-09-154041-6

## テレビアニメ
2023年10月よりテレビ東京系列ほかにて放送中。キャッチコピーは「"X"（見えないもの）を見せてやる。」。ナレーションはサッシャが担当している。

### スタッフ
- 企画・原案[7] - タカラトミー、小学館
- 原作 - 「BEYBLADE X」[7]
  - 作 - 河本ほむら、武野光
  - 漫画 - 出水ぽすか
- 総監督 - 秋山勝仁[7]
- 監督 - 寺田素都[7]
- シリーズ原案 - 武野光[7]、河本ほむら（第40話 - ）
- シナリオ協力 - 武野光[7]
- シリーズ構成 - 兵頭一歩[7]（第1話 - 第39話）、武野光（第38話 - ）、萬代耕士（第75話 - ）
- キャラクター原案 - 出水ぽすか[7]
- キャラクターデザイン・アバターデザイン - 長森佳容[7]
- サブキャラデザイン - 牧内ももこ、竹本早耶香、本田隆、梁先美（第23話 - 第51話）、後藤信正（第23話 - 第51話、第57話 - ）、濱中朋子（第71話 - ）
- チーフ演出 - 家村あゆみ（第1話 - 第24話）
- ベイバトル演出 - 羽鳥潤（第1話 - 第28話）、山田秀明（第55話 - ）
- メインアニメーター - 酒井強至
- 色彩設計 - 大内綾
- 美術監督 - 若松栄司
- 美術設定 - 滝沢麻菜美[注 76]、藤井星夏[注 77]、斉婉延（第15話 - 第51話、第58話 - 第74話）、榑松迪加（第52話 - 第57話、第75話 - ）
- CGIディレクター - 野村哲也（第1話 - 第51話）、狩口勇作（第52話 - ）
- 撮影監督 - 相田悠樹
- 編集 - 渡辺直樹
- 音響監督 - 山口貴之
- 音響プロデューサー - 西名武
- 音響制作 - HALF H・P STUDIO
- 音楽プロデューサー - 八代富士夫
- 音楽 - Sebastian Robertson
- アニメーションプロデューサー - 増田克人
- 制作担当 - 鷲塚誠
- チーフプロデューサー - 平良聡（第1話 - 第70話）、細川修（第71話 - ）
- プロデューサー - 篠永恭平、古瀬和也、太田愛子（第1話 - 第70話）、石原慎也（第1話 - 第39話）、奈良初男、西本尚央（第7話 - ）、榎本有希（第40話 - 第70話）、秋山倫子（第71話 - ）
- アニメーション制作 - OLM TEAM MASUDA[7]
- 製作[7] - BBX Project、テレビ東京

### 主題歌
「Prove」（第1話 - 第51話）
ONE OK ROCKによるオープニングテーマ。作詞・作曲はTaka、Toru、Lancaster、Mike Duce、Derek Tyler Carter、Jordan Fish、Jamil Kazmi。
「YOU GOTTA RUN」（第52話 - 第74話）
L'Arc〜en〜Cielによるオープニングテーマ。作詞はhyde、作曲はtetsuya、編曲はL'Arc〜en〜CielとJun Suyama。
「Rise」（第75話 - ）
TOMORROW X TOGETHERによるオープニングテーマ。作詞はMOMIKEN from SPYAIR、英語作詞はKonnie Aoki、作曲はUZ from SPYAIR。
「ZOOM ZOOM」（第1話 - 第51話）
aespaによるエンディングテーマ。作詞はYui Mugino、Jamesy Minimal、Soma Genda。作曲はSoma Genda、Dirty Orange、Yui Mugino。
「Cosmic Treat」（第52話 - 第74話）
Perfumeによるエンディングテーマ。作詞・作曲は中田ヤスタカ。
「Stay Gold」（第75話 - ）
Jax JonesとAdoによるエンディングテーマ。歌唱はAdo、作詞・作曲はTimucin Lam、Kanata Okajima、Jamil Kazmi、Kiddo、Frank Nobel、Hight。プロデュースはJax JonesとMatt Pridgyn。

### 各話リスト
| 話数   | サブタイトル           | 脚本     | 絵コンテ                | 演出                           | 作画監督 | 総作画監督                          | 初放送日       |
| ------ | ---------------------- | -------- | ----------------------- | ------------------------------ | --- | ----------------------------------- | -------------- |
| 第1話  | X                      | 兵頭一歩 | 秋山勝仁                | 伊藤史夫                       | 青木昭仁 洪範錫 本田隆 竹内昭 古池ゆかり | 長森佳容                            | 2023年 10月6日 |
| 第2話  | 七色の刺客             | 兵頭一歩 | 寺田素都                | 長澤達也                       | 渡辺奈月 | 牧内ももこ                          | 10月13日       |
| 第3話  | チームペルソナ         | 兵頭一歩 | 寺田素都                | 浅見松雄                       | 韓承熙 魏旭龍 仲金 金正男 呉賢景 | 牧内ももこ                          | 10月20日       |
| 第4話  | ベイスポンサー         | 森地夏美 | 高橋滋春                | 李起燮                         | Jumondou Seoul | 牧内ももこ 本田隆 横松雄馬          | 10月27日       |
| 第5話  | いざXタワー            | 萬代耕士 | 秋山勝仁                | 家村あゆみ                     | 洪範錫 竹内昭 服部益美 小山りょう 古池ゆかり スタジオ時雨 | 牧内ももこ                          | 11月3日        |
| 第6話  | ライオンズジャングル   | 武野光   | どじゃがけん            | 河村彩                         | スタジオ時雨 | 長森佳容 横松雄馬 本田隆            | 11月10日       |
| 第7話  | チームズーガニック     | 佐藤裕   | 奥村よしあき            | 小野田雄亮                     | 中谷藍 清水雄介 徳倉栄一 半扇門 Radplus | 横松雄馬 本田隆                     | 11月17日       |
| 第8話  | 仮面と獅子王           | 冨田頼子 | もりたけし              | 秦義人                         | 紫灯珈 上赤由香里 清水椋大 川本和隆 遠藤里蘭 | 本田隆                              | 11月24日       |
| 第9話  | ベイクラフター         | 森地夏美 | 内藤明吾                | 長澤達也                       | 渡辺奈月 | 牧内ももこ                          | 12月1日        |
| 第10話 | プロの世界             | 萬代耕士 | 奥村よしあき            | 松永昌弘                       | 古池ゆかり 山縣研一 慧敏 明光 | 長森佳容                            | 12月8日        |
| 第11話 | カドバーの試験         | 佐藤裕   | もりたけし              | 小松和真                       | 青木昭仁 小山りょう 竹内昭 服部益美 洪範錫 | 横松雄馬 本田隆                     | 12月15日       |
| 第12話 | 最後の闘い             | 萬代耕士 | 奥村よしあき            | 遠藤良柄                       | 季亚成 魏旭龍 旨汁 韓承熙 金正男 呉賢景 あきのいっせい | 横松雄馬                            | 12月22日       |
| 第13話 | ファン第一号           | 森地夏美 | 内藤明吾                | 李起燮                         | Jumondou Seoul | 長森佳容                            | 2024年 1月5日  |
| 第14話 | エクスエクササイズ     | 兵頭一歩 | 川石テツヤ              | 薮内悠                         | 酒井強至 山縣研一 古池ゆかり 慧敏 端木晶 龍光 | 牧内ももこ                          | 1月12日        |
| 第15話 | ナゾアンドベイ         | 武野光   | もりたけし              | 小野田雄亮                     | 中谷藍 徳倉栄一 半扇門 | 横松雄馬 本田隆                     | 1月19日        |
| 第16話 | ノブレスオブリージュ   | 武野光   | もりたけし              | 長澤達也                       | 渡辺奈月 | -                                   | 1月26日        |
| 第17話 | ベイタイムシフト       | 森地夏美 | もりたけし              | 秦義人                         | 谷口繁則 遠藤里蘭 上赤由香里 紫灯珈 清水椋大 懸田扇子 | 長森佳容                            | 2月2日         |
| 第18話 | プライド               | 萬代耕士 | 高橋滋春                | 武田秀樹                       | 山縣研一 古池ゆかり 明光 鑫月 星野光 | 牧内ももこ 長森佳容 本田隆          | 2月9日         |
| 第19話 | DATTO                  | 武野光   | 川石テツヤ              | 髙津光一朗                     | 青木昭仁 竹内昭 洪範錫 山縣研一 古池ゆかり 鑫月 星野光 スタジオ時雨 | 牧内ももこ 長森佳容 横松雄馬        | 2月16日        |
| 第20話 | 寿司のメモリー         | 武野光   | 博多正寿                | 遠藤良柄                       | 旨汁 ままちゃ パクジュヒョン キムウォンヨン 韓承熙 | 牧内ももこ                          | 2月23日        |
| 第21話 | モテプロデュース       | 兵頭一歩 | 宮崎なぎさ              | 薮内悠                         | 山縣研一 酒井強至 古池ゆかり STUDIO MASSKET 光の園・アニメーション | 横松雄馬 本田隆                     | 3月1日         |
| 第22話 | BLACK&WHITE            | 萬代耕士 | もりたけし              | 小松和真 松永昌弘 ひのたふみか | 土方友希 青木昭仁 洪範錫 光の園・アニメーション | 牧内ももこ                          | 3月8日         |
| 第23話 | 本当の心               | 森地夏美 | 寺田素都                | 橋本みつお                     | Jumondou Seoul | 長森佳容                            | 3月15日        |
| 第24話 | 最速の降臨             | 武野光   | 松永昌弘                | 松永昌弘                       | 家村あゆみ 島亜里紗 酒井強至 スタジオ時雨 STUDIO MASSKET 明光 端木晶 鑫月 竹本早耶香 | 横松雄馬 牧内ももこ 本田隆          | 3月22日        |
| 第25話 | 最速の証明             | 武野光   | 高橋滋春                | 佐々木雄三                     | 渡辺奈月 | 渡辺奈月                            | 3月29日        |
| 第26話 | インビテーション       | 森地夏美 | U:fa                    | 小野田雄亮                     | 中谷藍 徳倉栄一 半扇門 | 牧内ももこ                          | 4月5日         |
| 第27話 | 不屈の最後             | 萬代耕士 | 高橋滋春                | 李起燮                         | Jumondou Seoul | 横松雄馬                            | 4月12日        |
| 第28話 | 王とフェニックス       | 武野光   | 川石テツヤ              | 佐藤ちゃこ                     | 小見川美穂 戸川克洋 | 長森佳容                            | 4月19日        |
| 第29話 | 仮面と肉まん           | 武野光   | 博多正寿                | 秦義人                         | 藤彩七 江島あかり 遠藤里蘭 熊井野乃 竹内寛 紫灯珈 上赤由香里 清水椋大 谷口繁則 秦相子 懸田扇子 齋花 氣田汐理 西原千晶 鈴木莉乃 とのはち 高橋菜奈 等々力美穂 大川真世 祥果 小林タマミ 矢田起也                                          | 横松雄馬                            | 4月26日        |
| 第30話 | ナゾとモテ             | 兵頭一歩 | 平野俊貴                | 橋本みつお                     | 竹本早耶香 古池ゆかり 竹内昭 山縣研一 慧敏 龍光 | 牧内ももこ 本田隆                   | 5月3日         |
| 第31話 | ボクの仲間             | 森地夏美 | 小島隆史                | 髙津光一朗                     | 青木昭仁 廣岡歳仁 洪範錫 佐々木綾 中城悦雄 STUDIO MASSKET 光の園・アニメーション | 長森佳容 横松雄馬 本田隆 牧内ももこ | 5月10日        |
| 第32話 | 新しい相棒             | 萬代耕士 | 奥村よしあき            | 遠藤良柄                       | 旨汁 ままちゃ 呉賢景 金正男 長城動画 Appelin | 横松雄馬 本田隆                     | 5月17日        |
| 第33話 | 人差し指の約束         | 武野光   | 博多正寿                | 佐々木雄三                     | 渡辺奈月 | 渡辺奈月                            | 5月24日        |
| 第34話 | 七色の来客             | 武野光   | 平野俊貴                | 薮内悠                         | 広岡トシヒト 古池ゆかり 小山りょう スタジオ時雨 慧敏 明光 ANIG | 牧内ももこ 長森佳容 横松雄馬 本田隆 | 5月31日        |
| 第35話 | 夢の競演               | 萬代耕士 | 高橋滋春                | 小野田雄亮                     | 中谷藍 半扇門 SMX | 横松雄馬 本田隆                     | 6月7日         |
| 第36話 | ブレーダーシップ       | 森地夏美 | 佐々木勅嘉              | 李起燮                         | Jumondou Seoul Jumondou Wuxi | 横松雄馬 本田隆                     | 6月14日        |
| 第37話 | 予測不能               | 兵頭一歩 | 小島隆史                | 小島隆史                       | 山縣亜紀 ANI-G 金洋淑 金琡熺 | 牧内ももこ 長森佳容 本田隆          | 6月21日        |
| 第38話 | 女王の帰還             | 武野光   | 松永昌弘                | 谷元麻祐                       | 洪範錫 広岡トシヒト 古池ゆかり 青木昭仁 山縣研一 | 牧内ももこ 横松雄馬 長森佳容 本田隆 | 6月28日        |
| 第39話 | 最高のブレーダー       | 武野光   | 平野俊貴                | 秦義人                         | 藤彩七 遠藤里蘭 とのはち 高橋茉奈 熊井野乃 北村美岬 小林タマミ 齋花 田倉佳乃 祥果 竹内寛 門松杜和 懸田扇子 秦相子 鈴木莉乃 西原千晶 氣田汐理 大川真世 坂本すみれ 紫灯珈 清水椋大 谷口繁則 上赤由香里 矢田起也 山本道隆                 | 長森佳容 横松雄馬 本田隆            | 7月5日         |
| 第40話 | もうひとつの仮面       | 菅原雪絵 | 奥村よしあき            | 遠藤良柄                       | 旨汁 ままちゃ 呉賢景 金正男 長城動画 Appelin | 横松雄馬 牧内ももこ                 | 7月12日        |
| 第41話 | 3つの仮面              | 萬代耕士 | 豆冨こびい              | 植木貴一                       | Jumondou Seoul Jumondou Wuxi | 本田隆 横松雄馬                     | 7月19日        |
| 第42話 | XYZ                    | 森地夏美 | 高橋滋春                | 吉川志我津                     | 古徳真美 芝田千紗 清水勝祐 村田憲泰 河口真緒 はるかまこと | 長森佳容                            | 7月26日        |
| 第43話 | あの日のペンドラゴン   | 武野光   | U:fa                    | 佐々木雄三                     | 渡辺奈月 | 渡辺奈月                            | 8月9日         |
| 第44話 | あの日の家族           | 武野光   | 豆冨こびい 川石テツヤ   | 薮内悠                         | 佐々木綾 竹内昭 森山剛史 広岡トシヒト 古池ゆかり 山縣研一 STUDIO MASSKET | 長森佳容 本田隆 牧内ももこ 横松雄馬 | 8月16日        |
| 第45話 | あの日のあなた         | 武野光   | 博多正寿                | 武田秀樹                       | 竹本早耶香 植竹康彦 小山友行 山縣研一 洪範錫 株式会社レグリム | 牧内ももこ 長森佳容 本田隆          | 8月23日        |
| 第46話 | オフ                   | 萬代耕士 | 奥村よしあき 川石テツヤ | 小野田雄亮                     | 中谷藍 徳倉栄一 半扇門 SMX 竹本早耶香 | 本田隆 横松雄馬                     | 8月30日        |
| 第47話 | 頂上決戦               | 菅原雪絵 | 博多正寿                | 大井将経 益子里花              | 金正男 旨汁 ままちゃ Appelin 長城動画 竹本早耶香 | 長森佳容 本田隆                     | 9月6日         |
| 第48話 | 七色の決着             | 森地夏美 | 小島隆史                | 小島隆史                       | 張昀 小谷ひとみ 吉永剛 | 長森佳容                            | 9月13日        |
| 第49話 | ミエナイモノ           | 武野光   | U:fa 川石テツヤ         | 髙津光一朗                     | 山縣研一 広岡トシヒト 植竹康彦 洪範錫 竹本早耶香 小山りょう 酒井強至 廣瀬督 miao ANIG | 長森佳容 横松雄馬 本田隆            | 9月20日        |
| 第50話 | ふたりのX              | 武野光   | 川石テツヤ              | 佐々木雄三                     | 渡辺奈月 | 渡辺奈月                            | 9月27日        |
| 第51話 | 最高の遊び             | 武野光   | 秋山勝仁                | 薮内悠                         | 古池ゆかり 洪範錫 山縣研一 佐々木綾 竹本早耶香 酒井強至 竹内昭 小山りょう | 長森佳容 牧内ももこ 本田隆 横松雄馬 | 10月4日        |
| 第52話 | Re:                    | 萬代耕士 | 博多正寿                | 秦義人                         | 藤彩七 とのはち 遠藤里蘭 熊井野乃 江島あかり 鈴木莉乃 祥果 高橋茉奈 齋花 田倉佳乃 竹内寛 懸田扇子 小林タマミ 秦相子 北村美岬 等々力美穂 西原千晶 坂本すみれ 川本和隆 谷口繁則 清水椋大 上赤由香里 矢田起也 紫灯珈 涂國雄 胡昱          | 長森佳容 本田隆                     | 10月18日       |
| 第53話 | 新時代の予兆           | 山下憲一 | 新田典生                | 佐藤ちゃこ                     | 秋山桐丸 小見川美穂 MOOK Hary 戸川克洋 佐々木萌 | 牧内ももこ                          | 10月25日       |
| 第54話 | 決意の道               | 菅原雪絵 | 渡邉加奈子              | 武田秀樹                       | 広岡トシヒト 山懸研一 古池ゆかり 酒井強至 金漢柱 宋智軟 廣瀬督 李敏智 StudioMassket | 牧内ももこ 横松雄馬 本田隆          | 11月1日        |
| 第55話 | 更なるベイタイムシフト | 森地夏美 | 豆冨こびい              | 小野田雄亮                     | 中谷藍 徳倉栄一 半扇門 SMX | 長森佳容                            | 11月8日        |
| 第56話 | 白き陰謀               | 武野光   | 小林一三                | 大井将経                       | Apelin 長城動画 パク・スノク パク・ジユン ホ・ジェヨン | 長森佳容 横松雄馬                   | 11月15日       |
| 第57話 | 三つ巴の戦い           | 萬代耕士 | 川石テツヤ              | 橋本みつお 山田秀明            | 洪範錫 古池ゆかり 竹内昭 杜山涼香 Lee ha neul Yoon hyeok jun Heo jeong hwa Song seok chan Jung Da Hyun Jang hyung wan Go eunbitna Bae Jeong a                                                                                          | 長森佳容 牧内ももこ 横松雄馬        | 11月22日       |
| 第58話 | トリプルバトル         | 山下憲一 | 安齋剛文                | 李起燮                         | Jumondou Seoul Jumondou Wuxi | 横松雄馬 本田隆                     | 11月29日       |
| 第59話 | 仮面S                  | 森地夏美 | 山口雅史 平井良樹       | 佐々木雄三                     | 渡辺奈月 | 渡辺奈月                            | 12月6日        |
| 第60話 | 七色の試練             | 森地夏美 | 中屋裕登 西山薫子       | 薮内悠                         | 山懸研一 広岡トシヒト 竹本早耶香 佐々木綾 YOON SOO BIN Song Ji yeon KIM Han Ju Song Joon Youb Kim sunmi Kim Jina Lee Minji Hwang Su Been LeeYeRin LEE SO HYEON                                                                         | 長森佳容 牧内ももこ 横松雄馬 本田隆 | 12月13日       |
| 第61話 | 必勝不敗               | 萬代耕士 | 博多正寿                | 秦義人                         | 熊井野乃 とのはち 藤彩七 遠藤里蘭 江島あかり 懸田扇子 小林タマミ 祥果 竹内寛 齋花 高橋茉奈 北村美岬 田倉佳乃 西原千晶 鈴木莉乃 秦相子 等々力美穂 坂本すみれ 川本和隆 上赤由香里 谷口繁則 紫灯珈 清水椋大 矢田起也 山本道隆 楊廷文 胡昱 | 横松雄馬 本田隆                     | 12月20日       |
| 第62話 | 私立ベイアカデミー     | 菅原雪絵 | 小島隆史                | 小島隆史                       | Jumondou Seoul Jumondou Wuxi | 長森佳容 牧内ももこ 横松雄馬 本田隆 | 12月27日       |
| 第63話 | 万獣家の一族           | 山下憲一 | 飯島正勝                | 橋本みつお                     | 洪範錫 古池ゆかり 杜山涼香 竹本早耶香 竹内昭 山懸研一 広岡トシヒト StudioMassket | 長森佳容 本田隆 横松雄馬            | 2025年 1月10日 |
| 第64話 | 形無き影               | 森地夏美 | 勝亦祥視                | 佐々木萌                       | 秋山桐丸 小見川美穂 MOOK Hary 佐々木萌 戸川克洋 | 牧内ももこ 横松雄馬                 | 1月17日        |
| 第65話 | 始まりの翼             | 萬代耕士 | 渡邉佳奈子              | 髙津光一朗                     | 佐々木綾 広岡トシヒト 山懸研一 Kwon EunJoo Kim Sunmi Kim Jina Lee Minji LEE SO HYEON LeeYeRin Hwang SuBeen SongJiyeon Youn Subin 廣瀬督 ルラフォート                                                                                   | 長森佳容 牧内ももこ 横松雄馬 本田隆 | 1月24日        |
| 第66話 | 夢中になれるものを     | 菅原雪絵 | 博多正寿                | 大井将経                       | Apelin 長城動画 Soul Creative UEC Co., LTD. | 横松雄馬 本田隆                     | 1月31日        |
| 第67話 | 銀の狼                 | 森地夏美 | 齋藤徳明                | 武田秀樹                       | 洪範錫 竹本早耶香 竹内昭 古池ゆかり 山縣研一 杜山涼香 StudioMassket 黄秀嬪 | 長森佳容 本田隆                     | 2月7日         |
| 第68話 | 表と裏                 | 山下憲一 | 安齋剛文                | 李起燮                         | Jumondou Seoul Jumondou Wuxi | 長森佳容 本田隆 横松雄馬            | 2月14日        |
| 第69話 | 裏の世界               | 萬代耕士 | 川石テツヤ              | 佐々木雄三                     | 渡辺奈月 | -                                   | 2月21日        |
| 第70話 | 魔龍                   | 武野光   | 中屋裕登 西山薫子       | 小野田雄亮                     | 中谷藍 徳倉栄一 SMX | 本田隆 広岡トシヒト                 | 2月28日        |
| 第71話 | その場所へ             | 武野光   | 平井良樹                | 薮内悠                         | 佐々木綾 広岡トシヒト 山懸研一 杜山涼香 竹内昭 古池ゆかり StudioMassket | 長森佳容 牧内ももこ 本田隆          | 3月7日         |
| 第72話 | 恐怖の謎迷宮           | 森地夏美 | 佐々木勅嘉              | 秦義人                         | とのはち 熊井野乃 藤彩七 江島あかり 懸田扇子 竹内寛 高橋茉奈 北村美岬 芝有人 齋花 秦相子 小林タマミ 坂本すみれ 等々力美穂 西原千晶 氣田汐理 川本和隆 清水椋大 矢田起也 谷口繁則 上赤由香里 胡昱                                        | 長森佳容 広岡トシヒト               | 3月14日        |
| 第73話 | 白星決闘               | 山下憲一 | 安齋剛文                | 大井将経 益子里花              | ホ・ジェヨン キム・ヒョンア 孙强 王晓明 | 長森佳容 横松雄馬 本田隆            | 3月21日        |
| 第74話 | 呪い                   | 赤星政尚 | 勝亦祥視                | 佐々木萌                       | - | 秋山桐丸 MOOK Hary 佐々木萌         | 3月28日        |
| 第75話 | リターンオブナイト     | 萬代耕士 | 齋藤徳明                | 山田秀明                       | 古池ゆかり 竹本早耶香 杜山涼香 洪範錫 竹内昭 クォン・ウンジュ イ・イェリン イン・ジヨン ファン・スビン ソン・ジヨン イ・ミンジ キム・ソンミ キム・ジナ チェ・ジョンウン                                                                | 長森佳容 本田隆                     | 4月4日         |
| 第76話 | 白き新星               | 萬代耕士 | 小島隆史                | 白石道太                       | 佐々木綾 広岡トシヒト 山懸研一 Kwon EunJoo LeeYeRin in jiyeon Hwang SuBeen SongJiyeon Lee Minji Kim sunmi Kim Jina KIM HanJu | 牧内ももこ                          | 4月11日        |
| 第77話 | 青き龍と魔龍           | 武野光   | 川石テツヤ              | 佐々木雄三                     | 渡辺奈月 | 渡辺奈月                            | 4月18日        |
| 第78話 | カスタマイズ           | 森地夏美 | 齋藤徳明                | 長澤達也                       | 寺田せな | 渡辺奈月                            | 4月25日        |
| 第79話 | 王と女王               | 山下憲一 | 安齋剛文                | 大井将経                       | WangXiaoMing Kennedy Freeman 仲金 許在暎 金賢雅 | 牧内ももこ                          | 5月2日         |
| 第80話 | 最遅の者               | 赤星政尚 | 川石テツヤ              | 武田秀樹                       | 古池ゆかり 杜山涼香 洪範錫 竹本早耶香 植竹康彦 広岡トシヒト 山懸研一 株式会社REGRIM ファン・スビン イ・イェリン クォン・ウンジュ キム・ジナ イン・ジヨン キム・ソンミ イン・ジヨン ソン・ジヨン キム・ハンジュ                         | 牧内ももこ 本田隆                   | 5月9日         |
| 第81話 | オールイン             | 萬代耕士 | 安齋剛文                | ウヱノ史博                     | 吴晓菜 岡辰也 小林洸 | 横松雄馬 本田隆                     | 5月16日        |
| 第82話 | 七色の決意             | 武野光   | 小島隆史                | 小島隆史                       | 広岡トシヒト 山懸研一 古池ゆかり 佐々木綾 竹本早耶香 小山りょう 楊国福 趙玲 冯永旭 | 牧内ももこ 横松雄馬 長森佳容 本田隆 | 5月23日        |
| 第83話 | 相棒                   | 武野光   | 博多正寿                | 佐々木萌                       | 秋山桐丸 MOOK Hary 戸川克洋 佐々木萌 | 牧内ももこ 本田隆 横松雄馬          | 5月30日        |
| 第84話 | 代理戦争               | 森地夏美 | 西山薫子                | 大井将経 益子里花              | イ・ドンフン 許在暎 金賢雅 朴知潤 趙元河 FAN DONG DONG YIN SHAO FENG HWANG HYUNGRAK | 長森佳容 横松雄馬 本田隆            | 6月6日         |
| 第85話 | モテ VS. 呪い          | 山下憲一 | 勝亦祥視                | 秦義人                         | 熊井野乃 北村美岬 江島あかり とのはち 高橋茉奈 小林タマミ 藤彩七 齋花 遠藤里蘭 竹内寛 鈴木莉乃 等々力美穂 秦相子 坂本すみれ イチオカヨシノ 清水椋大 紫灯珈 上赤由香里 矢田起也 涂國雄                                                  | 横松雄馬                            | 6月13日        |
| 第86話 | 深紅の対決             | 赤星政尚 | 安齋剛文                | 小野田雄亮                     | 中谷藍 徳倉栄一 SMX | 牧内ももこ 横松雄馬 山縣研一        | 6月20日        |
| 第87話 | 魔龍の道               | 武野光   | 川石テツヤ              | 佐々木雄三                     | - | 渡辺奈月                            | 6月27日        |
| 第88話 | ベイ魂                 | 森地夏美 | 渡邉佳奈子              | 薮内悠                         | 山縣研一 広岡トシヒト 竹内昭 植竹康彦 李雨飛 王昕帆 司明字 徐虹潔 禚金琪 呼士鐸 衛思晴 彭曉萌 | 長森佳容 横松雄馬                   | 7月4日         |
| 第89話 | 果たすべきこと         | 萬代耕士 | 西山薫子                | 武田秀樹                       | 古池ゆかり 杜山涼香 洪範錫 竹本早耶香 STUDIO MASSKET | 牧内ももこ 横松雄馬 長森佳容        | 7月18日        |
| 第90話 | 九尾のキツネ           | 山下憲一 | 小林一三                | ウヱノ史博                     | 池森絵美 石森愛 吴晓菜 小林洸 スタジオガイナ えかきや | 横松雄馬 本田隆                     | 7月25日        |
| 第91話 | ドリームマッチ         | 赤星政尚 | 川石テツヤ              | 大井将経 益子里花              | 杉山みき 金正男 許在暎 金賢雅 陈家兴 李绍川 曾山 Imani Brown Federico Iglesias Kennedy Freeman 孙强 王晓明 | 横松雄馬 本田隆                     | 8月1日         |
| 第92話 | ペルセウスの使者       | 武野光   | 齋藤徳明                | 長澤達也                       | - | 寺田せな                            | 8月8日         |
| 第93話 | 超頂上挑戦者決定戦     | 森地夏美 | 安齋剛文                | 秦義人                         | とのはち 江島あかり 熊井野乃 高橋茉奈 齋花 竹内寛 北村美岬 小林タマミ 遠藤里蘭 藤彩七 坂本すみれ 西原千晶 鈴木莉乃 等々力美穂 秦相子 内藤璃子 二宮ひかる 紫灯珈 矢田起也 上赤由香里 清水椋大 涂國雄 楊廷文 クロウニ                    | 横松雄馬 本田隆                     | 8月15日        |

### 放送局
| 放送期間        | 放送時間           | 放送局                             | 対象地域                                                    | 備考                      |
| --------------- | ------------------ | ---------------------------------- | ----------------------------------------------------------- | ------------------------- |
| 2023年10月6日 - | 金曜 18:25 - 18:55 | テレビ東京（製作局） ほか系列全6局 | 北海道・関東広域圏・愛知県・ 大阪府・岡山県・香川県・福岡県 | 字幕放送 / 連動データ放送 |
| 2023年12月6日 - | 水曜 7:00 - 7:30   | テレビ和歌山                       | 和歌山県                                                    |                           |
| 2025年8月1日 -  | 金曜 7:30 - 7:59   | 奈良テレビ                         | 奈良県                                                      |                           |

| 配信開始日    | 配信時間           | 配信サイト                                                                   | 備考                   |
| ------------- | ------------------ | ---------------------------------------------------------------------------- | ---------------------- |
| 2023年10月6日 | 金曜 18:25 - 18:55 | TVer                                                                         | リアルタイム配信       |
|               | 金曜 19:00 更新    | TVer ネットもテレ東                                                          | 最新話期間限定無料配信 |
|               |                    | YouTube [ 注 78 ] U-NEXT アニメ放題 Lemino / SPOOX Amazon Prime Video DMM TV |                        |
| 2025年5月1日  | 木曜 16:00 更新    | Disney+                                                                      | 歌詞表示なし           |

| 国・地域 | 放送期間                       | 放送時間           | 放送局            | 備考                                |
| -------- | ------------------------------ | ------------------ | ----------------- | ----------------------------------- |
| 香港     | 2023年11月19日 - 2024年12月8日 | 日曜 17:00 - 17:30 | 無綫電視翡翠台    | 『爆旋陀螺X』というタイトルで放送。 |
|          | 2025年1月12日 -                | 日曜 16:25 - 16:55 | 香港電視娯楽ViuTV | 『爆旋陀螺X』というタイトルで放送。 |

| テレビ東京系列 金曜 18:25 - 18:55                         | テレビ東京系列 金曜 18:25 - 18:55 | テレビ東京系列 金曜 18:25 - 18:55 |
| 前番組                                                    | 番組名                            | 次番組                            |
| --------------------------------------------------------- | --------------------------------- | --------------------------------- |
| SPY×FAMILY Season 1 （2023年4月14日 - 9月29日） - ※再放送 | BEYBLADE X （2023年10月6日 - ）   | -                                 |

## 玩具

### 商品化されたベイ
今までシリーズと違い、ステッカーはあらかじめ貼り付けられた状態になっているため、ステッカーは基本的に付属されていない（ただし、復刻版などの一部は、従来通りステッカーが付属され、ステッカーを貼らなければならない）。セットやイベントなどで手に入るギヤチップのデザインを変更可能なステッカーがあるが、公式大会のルールでは1機につき1枚まで貼ることが許されている（2枚以上貼ると使用不可となる）。
スターターに同梱されるランチャーは基本的に通常のワインダーが入ったワインダーランチャーになるが、一部は別のランチャーやワインダーが同梱されている（ストリングランチャー、エントリーランチャー、ホールドランチャー、ロングワインダー、ドラゴンワインダー）。

#### ベーシックラインシステム（BX-01 - ）
2023年7月15日から展開される初期のシステム。BEYBLADE Xの基本となる正統派ライン。3層構造からなる初期型で、ブレードがメタルとプラスチックの複合パーツとなっている。また、全てのパーツを組み立てた時にのみ、ブレードのギヤチップ部分のデザインが回転するギミックが備わっている。通し番号は「BX-00」。
ドランソード3-60F（スリーシクスティー・フラット）
IDナンバー - BX-01（スターター）、BX-07（スタートダッシュセット）、BX-17（バトルエントリーセット）、BX-22（スターター エントリーパッケージ）、BX-00（ベイブレード25周年記念セット）
2023年7月15日発売。スターター。「黒須エクス」モデル。アタックタイプ。スターターとエントリーパッケージ以外ではパーツの色が変更され、スタートダッシュセットでは濃い青、バトルエントリーセットでは赤色に変更されている。ベイブレード25周年記念セットでは、ギヤチップがホロステッカー仕様になって、ブレード部分に歴代主人公をイメージした色のステッカーを貼ることができるステッカーが同梱され、ギヤチップを25周年のデザインに変更可能なステッカーが同梱されている。また、スタートダッシュセットとバトルエントリーセットの色の機体は、本編未登場。エントリーパッケージに同梱されているランチャーとワインダーはエントリーランチャーとエントリーワインダーとなっていて、それぞれワインダーランチャーなど、全てのワインダー系統のランチャーに対応されている。ベイブレード25周年記念セットに同梱されているワインダーランチャーには、25周年を記念した金色の文字が刻まれている。
ドランソード3-80B（スリーエイティー・ボール）
IDナンバー - BX-14
色、ラチェットとビットのパーツを変更し、ブースター化したもの。ランダムブースターVol.1に収録。スタミナタイプ。本編未登場。
ドランソード4-80DB（フォーエイティー・ディスクボール）
IDナンバー - UX-00（ドランデッキスターター メタルコート：ホワイト）
色、ラチェットとビットのパーツを変更し、セット化したもの。ドランデッキスターターの同梱ベイ。スタミナタイプ。ブレードが白で塗装されたメタルコート仕様となっている。本編未登場。
ヘルズサイズ4-60T（フォーシクスティー・テーパー）
IDナンバー - BX-02（スターター）、BX-00（ブースター メタルコート：ゴールド ゴールドVer.）
2023年7月15日発売。スターター。「風見バード」モデル。バランスタイプ。ブースターでは、2023年9月15日より「レアベイゲットバトル」で限定品購入チケットを得ることで、タカラトミーモール限定で購入できたレアベイ（レオンクロー ゴールドVer.に置き換えたことに伴い、現在は販売終了）となっており、パーツの色が金に変更され、ブレードは金で塗装されたメタルコート仕様となっている。
ヘルズサイズ3-80B（スリーエイティー・ボール）
IDナンバー - BX-08
色、ラチェットとビットのパーツを変更し、ブースター化したもの。3on3デッキセットの同梱ベイ。スタミナタイプ。本編未登場。
ヘルズサイズ4-80LF（フォーエイティー・ローフラット）
IDナンバー - BX-14
色、ラチェットとビットのパーツを変更し、ブースター化したもの。ランダムブースターVol.1に収録。アタックタイプ。本編未登場。
ヘルズサイズ3-80F（スリーエイティー・フラット）
IDナンバー - BX-00（ブースター コロコロ応募者全員サービス スペシャルクロスベイ）
色、ラチェットとビットのパーツを変更し、ブースター化したもの。『月刊コロコロコミック』2024年2月号の応募者全員サービスの限定ベイ。アタックタイプ。本編未登場。一部ステッカーを貼る部分が追加され、ギアチップは通常とは異なる新規デザインに変更されている。
ウィザードアロー4-80B（フォーエイティー・ボール）
IDナンバー - BX-03（スターター）、BX-05（ブースター）、BX-17（バトルエントリーセット）
2023年7月15日発売。スターター。「七色マルチ」モデル。スタミナタイプ。スターター以外ではパーツの色が変更され、ブースターでは赤、バトルエントリーセットでは青に変更されている。スターター以外の色は、本編未登場。
ウィザードアロー4-60N（フォーシクスティー・ニードル）
IDナンバー - BX-08
色、ラチェットとビットのパーツを変更し、ブースター化したもの。3on3デッキセットの同梱ベイ。ディフェンスタイプ。本編未登場。
ウィザードアロー3-60T（スリーシクスティー・テーパー）
IDナンバー - BX-14
色、ラチェットとビットのパーツを変更し、ブースター化したもの。ランダムブースターVol.1に収録。バランスタイプ。本編未登場。
ウィザードアロー4-80N（フォーエイティー・ニードル）
IDナンバー - BX-21
色とビットのパーツを変更し、ブースター化したもの。ヘルズチェインデッキセットの同梱ベイ。ディフェンスタイプ。本編未登場。
ウィザードアロー4-80GB（フォーエイティー・ギヤボール）
IDナンバー - BX-24
色とビットのパーツを変更し、ブースター化したもの。ランダムブースターVol.2に収録。スタミナタイプ。本編未登場。
ナイトシールド3-80N（スリーエイティー・ニードル）
IDナンバー - BX-04（スターター）、BX-06（ブースター）
2023年7月15日発売。スターター。「七色マルチ」モデル。ディフェンスタイプ。ブースターではパーツの色が青色に変更されており、ブースターの色は本編未登場。
ナイトシールド4-80T（フォーエイティー・テーパー）
IDナンバー - BX-08
色、ラチェットとビットのパーツを変更し、ブースター化したもの。3on3デッキセットの同梱ベイ。バランスタイプ。本編未登場。
ナイトシールド4-60LF（フォーシクスティー・ローフラット）
IDナンバー - BX-14
色、ラチェットとビットのパーツを変更し、ブースター化したもの。ランダムブースターVol.1に収録。アタックタイプ。本編未登場。
ナイトシールド5-80T（ファイブエイティー・テーパー）
IDナンバー - BX-20
色、ラチェットとビットのパーツを変更し、ブースター化したもの。ドランダガーデッキセットの同梱ベイ。バランスタイプ。本編未登場。
ナイトランス4-80HN（フォーエイティー・ハイニードル）
IDナンバー - BX-13
1.5代目ナイト。2023年8月10日発売。ブースター。「七色マルチ」モデル。ディフェンスタイプ。
ナイトランス3-60LF（スリーシクスティー・ローフラット）
IDナンバー - BX-21
色、ラチェットとビットのパーツを変更し、ブースター化したもの。ヘルズチェインデッキセットの同梱ベイ。アタックタイプ。本編未登場。
ナイトランス4-60GB（フォーシクスティー・ギヤボール）
IDナンバー - BX-24
色、ラチェットとビットのパーツを変更し、ブースター化したもの。ランダムブースターVol.2に収録。スタミナタイプ。本編未登場。
シャークエッジ3-60LF（スリーシクスティー・ローフラット）
IDナンバー - BX-14
2023年9月9日発売のランダムブースターVol.1収録のレアベイ。「冥殿メイコ」モデル。アタックタイプ。
シャークエッジ4-80N（フォーエイティー・ニードル）
IDナンバー - BX-14
色、ラチェットとビットのパーツを変更し、ブースター化したもの。ランダムブースターVol.1に収録。ディフェンスタイプ。本編未登場。
シャークエッジ3-80F（スリーエイティー・フラット）
IDナンバー - BX-20
色、ラチェットとビットのパーツを変更し、ブースター化したもの。ドランダガーデッキセットの同梱ベイ。アタックタイプ。本編未登場。
シャークエッジ5-60GF（ファイブシクスティー・ギヤフラット）
IDナンバー-BX-00（ブースター メタルコート：ブルー）
色、ラチェットとビットのパーツを変更し、ブースター化したもの。2024年3月23日発売のB4ストア限定モデル。アタックタイプ。ブレードが青で塗装されたメタルコート仕様となっている。本編未登場。
シャークエッジ1-60Q（ワンシクスティー・クエイク）
IDナンバー - BX-31
色、ラチェットとビットのパーツを変更し、ブースター化したもの。ランダムブースターVol.3に収録。アタックタイプ。本編未登場。
コバルトドレイク4-60F（フォーシクスティー・フラット）
IDナンバー - BX-00（ブースター レアベイゲットバトル景品ではメタルコート：ブルー、限定品購入チケットではクリアVer.）
2023年9月15日より「レアベイゲットバトル」、イベントなどのキャンペーンのみ入手可能なレアベイ。ブースター。「龍宮クロム」モデル。アタックタイプ。『爆転シュート ベイブレード』のドラグーンへのオマージュ。レアベイ交換チケットを得られるものは、ブレードが紫で塗装されたメタルコート仕様となり、タカラトミーモール限定で無償で入手できた（現在はエアロペガサスと置き換えられて、販売終了。キャンペーンのみの入手となる）。2024年11月28日より、メタルコートのないブレードとパーツがクリアになったクリアVer.として再登場し、限定品購入チケットを得ることで、タカラトミーモール限定で購入できた（マンモスタスクに置き換えたことに伴い、現在は販売終了）。
レオンクロー5-60P（ファイブシクスティー・ポイント）
IDナンバー - BX-15、BX-00（ブースター メタルコート；ゴールド ゴールドVer.）
2023年10月7日発売。スターター。「万獣キング」モデル。バランスタイプ。ブースターでは、2024年2月22日より「レアベイゲットバトル」で限定品購入チケットを得ることで、タカラトミーモール限定で購入できたレアベイ（ヘルズチェイン ガンメタVer.に置き換えたことに伴い、現在は販売終了）となっており、パーツの色が金に変更され、ブレードは金で塗装されたメタルコート仕様となっている。スターターで同梱されているワインダーランチャーの色は白になっている。
レオンクロー3-80HN（スリーエイティー・ハイニードル）
IDナンバー - BX-24
色、ラチェットとビットのパーツを変更し、ブースター化したもの。ランダムブースターVol.2に収録。ディフェンスタイプ。本編未登場。
レオンクロー0-80E（ゼロエイティー・エレベート）
IDナンバー - UX-12
色、ラチェットとビットのパーツを変更し、ブースター化したもの。ランダムブースターVol.5に収録。バランスタイプ。本編未登場。
ヴァイパーテイル5-80O（ファイブエイティー・オーブ）
IDナンバー - BX-16
2023年10月7日発売のランダムブースター ヴァイパーテイルセレクト収録のレアベイ。「億長トグロ」モデル。スタミナタイプ。
ヴァイパーテイル4-60F（フォーシクスティー・フラット）
IDナンバー - BX-16
色、ラチェットとビットのパーツを変更し、ブースター化したもの。ランダムブースター ヴァイパーテイルセレクトに収録。アタックタイプ。本編未登場。
ヴァイパーテイル3-80HN（スリーエイティー・ハイニードル）
IDナンバー - BX-16
色、ラチェットとビットのパーツを変更し、ブースター化したもの。ランダムブースター ヴァイパーテイルセレクトに収録。ディフェンスタイプ。アニメ第78話でブレードのみ本編に登場した。
ヴァイパーテイル5-60F（ファイブシクスティー・フラット）
IDナンバー - BX-24
色、ラチェットとビットのパーツを変更し、ブースター化したもの。ランダムブースターVol.2に収録。アタックタイプ。本編未登場。
ヴァイパーテイル5-70D（ファイブセブンティー・ドット）
IDナンバー - BX-35
色、ラチェットとビットのパーツを変更し、ブースター化したもの。ランダムブースターVol.4に収録。ディフェンスタイプ。本編未登場。
ライノホーン3-80S（スリーエイティー・スパイク）
IDナンバー - BX-19
2023年11月2日発売。ブースター。「チョー・パン」モデル。ディフェンスタイプ。
ライノホーン5-80Q（ファイブエイティー・クエイク）
IDナンバー - BX-31
色、ラチェットとビットのパーツを変更し、ブースター化したもの。ランダムブースターVol.3に収録。アタックタイプ。アニメ第78話でブレードのみ本編に登場した。
ドランダガー4-60R（フォーシクスティー・ラッシュ）
IDナンバー - BX-20
1.5代目ドラン。2023年11月2日発売のドランダガーデッキセットの同梱ベイ。「黒須エクス」モデル。アタックタイプ。
ドランダガー4-70P（フォーセブンティー・ポイント）
IDナンバー - BX-31
色、ラチェットとビットのパーツを変更し、ブースター化したもの。ランダムブースターVol.3に収録。バランスタイプ。本編未登場。
ドランダガー9-60LF（ナインシックスティー・ローフラット）
IDナンバー UX-00（ドランデッキスターター メタルコート：ホワイト）
色、ラチェットとビットのパーツを変更し、セット化したもの。ドランデッキスターターの同梱ベイ。アタックタイプ。ブレードが白で塗装されたメタルコート仕様となっている。本編未登場。
ヘルズチェイン5-60HT（ファイブシクスティー・ハイテーパー）
IDナンバー - BX-21、BX-00（ブースター メタルコート：ブラック ブラックVer.）
1.5代目ヘルズ。2023年11月2日発売のヘルズチェインデッキセットの同梱ベイ。「風見バード」モデル。バランスタイプ。2024年5月16日より「レアベイゲットバトル」で限定品購入チケットを得ることで、タカラトミーモール限定で購入できたレアベイ（ドランザースパイラル ブラックVer.に置き換えたことに伴い、現在は販売終了）となっており、パーツの色が黒（一部に緑）に変更され、ブレードは黒で塗装されたメタルコート仕様となっている。
ヘルズチェイン9-80O（ナインエイティー・オーブ）
IDナンバー - BX-31
色、ラチェットとビットのパーツを変更し、ブースター化したもの。ランダムブースターVol.3に収録。スタミナタイプ。本編未登場。
フェニックスウイング9-60GF（ナインシクスティー・ギヤフラット）
IDナンバー - BX-23（メタルコート：レッド）
2023年12月27日発売。スターター。「不死原バーン」モデル。アタックタイプ。ブレードが赤で塗装されたメタルコート仕様となっている。同梱されているランチャーは、赤色のストリングランチャーとなっている。
フェニックスウイング5-80H（ファイブエイティー・ヘキサ）
IDナンバー - BX-35
色、ラチェットとビットのパーツを変更し、ブースター化したもの。ランダムブースターVol.4に収録。バランスタイプ。本編未登場。メタルコートの無いフェニックスウィングのブレードは、この機体が初となる。
フェニックスウイング9-80DB（ナインエイティー・ディスクボール）
IDナンバー - BX-00（ブースター メタルコート：ネイビー コロコロ応募者全員サービス）
色、ラチェットとビットのパーツを変更し、ブースター化したもの。『月刊コロコロコミック』2024年10月号の応募者全員サービスの限定ベイで、2024年6月号に実施された「パーツ総選挙」で1位になった各パーツがカスタマイズされたもの。アタックタイプ。ブレードがネイビーカラーで塗装されたメタルコート仕様となっている。本編未登場。
ワイバーンゲイル5-80GB（ファイブエイティー・ギヤボール）
IDナンバー - BX-24
2023年12月27日発売のランダムブースターVol.2収録のレアベイ。「カドバー」モデル。スタミナタイプ。
ワイバーンゲイル3-60T（スリーシクスティー・テーパー）
IDナンバー - BX-24
色、ラチェットとビットのパーツを変更し、ブースター化したもの。ランダムブースターVol.2に収録。バランスタイプ。本編未登場。
ワイバーンゲイル2-60S（ツーシクスティー・スパイク）
IDナンバー - UX-07
色、ラチェットとビットのパーツを変更し、ブースター化したもの。フェニックスラダーデッキセットの同梱ベイ。ディフェンスタイプ。本編未登場。
ワイバーンゲイル0-80C（ゼロエイティー・サイクロン）
IDナンバー - UX-12
色、ラチェットとビットのパーツを変更し、ブースター化したもの。ランダムブースターVol.5に収録。アタックタイプ。本編未登場。
ユニコーンスティング5-60GP（ファイブシクスティー・ギヤポイント）
IDナンバー - BX-26
2024年1月27日発売。ブースター。「難波ゆに」モデル。バランスタイプ。この機体からブレードとラチェットを固定する凹凸部分が改良され、凹凸部分がより破損しにくいものに変更された（この仕様は以降発売される全ての機体に適応され、それ以前に発売された機体の再販版もこの仕様で適応される）。
ユニコーンスティング3-70D（スリーセブンティー・ドット）
IDナンバー - BX-35
色、ラチェットとビットのパーツを変更し、ブースター化したもの。ランダムブースターVol.4に収録。ディフェンスタイプ。アニメ第78話でブレードのみ本編に登場した。
スフィンクスカウル9-80GN（ナインエイティー・ギヤニードル）
IDナンバー - BX-27
2024年2月22日発売のランダムブースター スフィンクスカウルセレクト収録のレアベイ。「猫山ゾナモス」モデル。ディフェンスタイプ。
スフィンクスカウル4-80HT（フォーエイティー・ハイテーパー）
IDナンバー - BX-27
色、ラチェットとビットのパーツを変更し、ブースター化したもの。ランダムブースター スフィンクスカウルセレクトに収録。バランスタイプ。ブレード以外本編未登場。
スフィンクスカウル5-60O（ファイブシクスティー・オーブ）
IDナンバー - BX-27
色、ラチェットとビットのパーツを変更し、ブースター化したもの。ランダムブースター スフィンクスカウルセレクトに収録。スタミナタイプ。ブレード以外本編未登場。
スフィンクスカウル1-80GF（ワンエイティー・ギヤフラット）
IDナンバー - UX-07
色、ラチェットとビットのパーツを変更し、ブースター化したもの。フェニックスラダーデッキセットの同梱ベイ。アタックタイプ。アニメ第78話でブレードのみ本編に登場した。
ティラノビート4-70Q（フォーセブンティー・クエイク）
IDナンバー - BX-31
1.5代目ティラノであるが、国内では最初に出たティラノとなる（初代ティラノは後から登場した）。2024年4月27日発売のランダムブースターVol.3収録のレアベイ。「珠羅レックス」モデル。アタックタイプ。この機体から塗装のないブレードの金属に、クリアコーティング仕様となって、黒ずみが発生しにくくなった（UX以降の機体、それ以前に再販版された機体も同様の仕様になる）。
ティラノビート3-60S（スリーシクスティー・スパイク）
IDナンバー - BX-31
色、ラチェットとビットのパーツを変更し、ブースター化したもの。ランダムブースターVol.3に収録。ディフェンスタイプ。本編未登場。
ティラノビート1-60RA（ワンシクスティー・ラバーアクセル）
IDナンバー - UX-10（カスタマイズセットU メタルコート：レッド）
色、ラチェットとビットのパーツを変更し、ブースター化したもの。カスタマイズセットUの同梱ベイ。アタックタイプ。ブレードが赤で塗装されたメタルコート仕様となっている。ビットにはラバー素材の軸先が初めて搭載された。本編未登場。
ヴァイスタイガー3-60U（スリーシクスティー・ユナイト）
IDナンバー - BX-33
2024年6月15日発売。ブースター。「七色シグル」モデル。バランスタイプ。『爆転シュート ベイブレード』のドライガーへのオマージュ。
コバルトドラグーン2-60C（ツーシクスティー・サイクロン）
IDナンバー - BX-34、BX-00（メタルコート：ブラック ブラックVer.）
2024年7月13日発売。スターター。「龍宮クロム」モデル。『BEYBLADE X』史上初の左回転。アタックタイプ。『爆転シュート ベイブレード』のドラグーンへのオマージュ。同梱されているランチャーは、水色のストリングランチャーL（左回転用）になっている。また、「3、2、1、Goシュート」にちなんで価格が2321円となって、ストリングランチャー付きのスターターとしては若干安くなっている。一部イベントで手に入るものでは、パーツの色が黒（一部に緑）に変更され、ブレードは黒で塗装されたメタルコート仕様となって、同梱されているストリングランチャーLは黒色になっている。
コバルトドラグーン4-55WB（フォーファイブティーファイブ・ウォールボール）
IDナンバー - CX-08
色、ラチェットとビットのパーツを変更し、ブースター化したもの。ランダムブースターVol.7に収録。スタミナタイプ。左回転になるため、回すためには別売りの左回転専用のランチャーが必要。本編未登場。「ケルベロスフレイム アナザーカラーVer.」を作るために必要なパーツには含まれていないが、この機体に入っている色違いのビットのウォールボールでも代用可能な他、復刻版のロックレオーネで当時と似た名称と性能にするために組み替えることも可能。
ブラックシェル4-60D（フォーシクスティー・ドット）
IDナンバー - BX-35
2024年7月13日発売のランダムブースターVol.4収録のレアベイ。「仮面Z」モデル。ディフェンスタイプ。『爆転シュート ベイブレード』のドラシエルへのオマージュ。
ブラックシェル9-80B（ナインエイティー・ボール）
IDナンバー - BX-35
色、ラチェットとビットのパーツを変更し、ブースター化したもの。ランダムブースターVol.4に収録。スタミナタイプ。本編未登場。
ブラックシェル7-70WB（セブンセブンティー・ウォールボール）
IDナンバー - CX-08
色、ラチェットとビットのパーツを変更し、ブースター化したもの。ランダムブースターVol.7に収録。スタミナタイプ。本編未登場。「ケルベロスフレイム アナザーカラーVer.」を作るためのビットのウォールボールが入っている。
ホエールウェーブ5-80E（ファイブエイティー・エレベート）
IDナンバー - BX-36
2024年9月14日発売のランダムブースター ホエールウェーブセレクト収録のレアベイ。「冥殿メイコ」モデル。バランスタイプ。
ホエールウェーブ4-70HN（フォーセブンティー・ハイニードル）
IDナンバー - BX-36
色、ラチェットとビットのパーツを変更し、ブースター化したもの。ランダムブースター ホエールウェーブセレクトに収録。ディフェンスタイプ。本編未登場。
ホエールウェーブ3-80GB（スリーエイティー・ギアボール）
IDナンバー - BX-36
色、ラチェットとビットのパーツを変更し、ブースター化したもの。ランダムブースター ホエールウェーブセレクトに収録。スタミナタイプ。本編未登場。
ホエールウェーブ7-60K（セブンシックスティー・キック）
IDナンバー - CX-05
色、ラチェットとビットのパーツを変更し、ブースター化したもの。ランダムブースターvol.6に収録。バランスタイプ。本編未登場。「ヘルズリーパー ブルーVer.」を作るために必要なパーツには含まれていないが、この機体に入っている色違いのビットのキックでも代用可能。
ベアスクラッチ5-60F（ファイブシックスティー・フラット）
IDナンバー - BX-37
元々は海外にのみ販売された機種であったが、2024年10月12日発売のダブルエクストリームスタジアムセットの同梱ベイとして、国内で初めて登場した。アタックタイプ。ブレードがライノホーンをベースにしている。アニメ第80話で登場した。
クリムゾンガルーダ4-70TP（フォーセブンティー・トランスポイント）
IDナンバー - BX-38
2024年11月2日発売。ブースター。「金色カルラ」モデル。バランスタイプ。『爆転シュート ベイブレード』のドランザーへのオマージュ。高さを切替可能なビットが初めて搭載される。
プテラスイング7-70B（セブンセブンティー・ボール）
IDナンバー - UX-10（カスタマイズセットU）
元々は海外にのみ販売された機種であったが、2024年11月2日発売のカスタマイズセットUの同梱ベイとして、国内で初めて登場した。スタミナタイプ。ブレードがヴァイパーテイルをベースにしている。アニメ第80話で登場した。
シノビナイフ4-60LF（フォーシクスティー・ローフラット）
IDナンバー - BX-00（メタルコート：パープル Switch版『BEYBLADE X XONE』パッケージ限定特典）
元々は海外にのみ販売された機種であったが、2024年11月14日発売のNintendo Switch用ゲームソフト『BEYBLADE X XONE』のパッケージ版限定特典の同梱ベイ（ダウンロード版、Steam版には同梱されない）として、国内で初めて登場した初代シノビ。アタックタイプ。ブレードがライノホーンをベースにしており、紫で塗装されたメタルコート仕様となっている。本編未登場であるが、ゲームでは登場して最初に使う機体となっている。
フェニックスフェザー2-60N（ツーシックスティー・ニードル）
IDナンバー - UX-12
ブレードは元々、『月刊コロコロコミック』2024年1月号の付録でのみ手に入れた限定パーツであったが、ランダムブースターvol.5に収録された機体として、初めて一般販売された。色が黒に変更されている（付録では赤）。ディフェンスタイプ。本編未登場。
マンモスタスク2-80E（ツーエイティー・エレベート）
IDナンバー - BX-00（ブースター メタルコート：ブラック）
元々は海外にのみ販売された機種であったが、2024年12月27日より期間限定で東京アニメセンターで開催された「ベイブレードパーク」の会場にて、会場で限定販売（イベント終了後、レアベイゲットバトルの景品として、2025年3月27日より登場したが、2025年7月31日をもって販売終了、ナイトメイル ネイビーVer.に置き換わる）される限定ベイとして、国内で初めて登場した。ブースター。バランスタイプ。ブレードがヘルズサイズをベースにしており、黒で塗装されたメタルコート仕様となっている。本編未登場。
クロコクランチ2-60Q（ツーシックスティー・クエイク）
IDナンバー - BX-00（ブースター メタルコート：グリーン コロコロ応募者全員サービス）
元々は海外にのみ販売された機種であったが、『月刊コロコロコミック』2025年2月号の応募者全員サービスの限定ベイとして、国内で初めて登場した。ブースター。アタックタイプ。ブレードがシャークエッジをベースにしており、緑で塗装されたメタルコート仕様となっている。本編未登場。
シェルタードレイク7-80GP（セブンエイティー・ギヤポイント）
IDナンバー - BX-39
ドレイクの派生型。2025年2月15日発売のランダムブースター シェルタードレイクセレクト収録のレアベイ。「神成シエル」モデル。バランスタイプ。『爆転シュート ベイブレード』のドラシエルとドラグーンへのオマージュ。
シェルタードレイク5-70O（ファイブセブンティー・オーブ）
IDナンバー - BX-39
色、ラチェットとビットのパーツを変更し、ブースター化したもの。ランダムブースター シェルタードレイクセレクトに収録。「神成シエル」モデル。スタミナタイプ。
シェルタードレイク3-60D（スリーシックスティー・ドット）
IDナンバー - BX-39
色、ラチェットとビットのパーツを変更し、ブースター化したもの。ランダムブースター シェルタードレイクセレクトに収録。「神成シエル」モデル。ディフェンスタイプ。
サムライスチール5-70GF（ファイブセブンティー・ギヤフラット）
IDナンバー - BX-00（ブースター メタルコート：ホワイト コロコロ応募者全員サービス）
元々は海外にのみ販売された機種であったが、『月刊コロコロコミック』2025年6月号の応募者全員サービスの限定ベイとして、国内で初めて登場した初代サムライ。ブースター。アタックタイプ。ブレードがレオンクローをベースにしており、白で塗装されたメタルコート仕様となっている。
トリケラプレスM-85BS（メタルエイティーファイブ・バウンドスパイク）
IDナンバー - BX-44
2025年6月28日発売。ブースター。「一心リュウ」モデル。ディフェンスタイプ。BXのブレードで初の大型のランチャーフックを採用して重量が上がって、ラチェットで初めてメタルが内蔵されて重量が上がったパーツとなる。なお、メタル系統のラチェットの刃は形状の異なる5枚刃となり、高さが85となっているため、組み込んで使用した際、ビットのバースト耐性が全て最低値に固定される。
サムライカリバー6-70M（シックスセブンティー・マージ）
IDナンバー - BX-45
3代目サムライ。2025年8月9日発売。ブースター。「白星テンカ」モデル。バランスタイプ。同じBXで登場したサムライスチールとは違い、基となったブレードは存在せず、完全新規のブレードとなっている。ビットは軸先の外周にラバー部分のあるものとなり、『メタルファイト』と『バースト』と同じように攻撃と持久を両立した性能となっている。
ティラノロア1-70L（ワンセブンティー・レベル）
IDナンバー - UX-15（シャークスケイルデッキセット）
2025年8月9日発売のシャークスケイルデッキセットの同梱ベイ。アタックタイプ。ブレードのティラノロアは、先行で登場した『ジュラシック・ワールド』のコラボでのダブルスターターにあったものと同一の仕様であるが、ギヤチップのデザインは本来のものになって、こちらが本来のティラノロアとなっている。なお、『ジュラシック・ワールド』のコラボと違い、アプリにベイコードを登録した際、ティラノロアをカタログに登録することができる。
海外では国内で発売されていないモデルがあるが、国内では現時点で発売未定となっている。

#### ユニークラインシステム（UX-01 - ）
2024年3月30日から展開される2つ目のシステム。ブレードのランチャーフックが樹脂製になった代わりに、メタルを外周に多く配分して、固有の性能に特化しやすい性能となっている。なお、BXの機体にあったブレードのギヤチップ部分のデザインが回転するギミックは削除され、ギヤチップはランチャーフックと一体化して固定されている。通し番号は「UX-00」。
BXのユニコーンスティング以降と同じく、ブレードとラチェットを固定する凹凸部分がより破損しにくいものに改良されたことに加えて、このシステムから塗装のないブレードの金属がクリアコーティング仕様になり、黒ずみが発生しにくいものとなった（それ以降に発売される全ての新機体、それ以前に発売された再販版も同様の仕様となる）。
ドランバスター1-60A（ワンシクスティー・アクセル）
IDナンバー - UX-01（スターター）、UX-04（セット バトルエントリーセットユニーク）、UX-00（ブースター カラーチョイスブースター、フルカラー特装版1巻 初回版）
2代目ドラン。2024年3月30日発売。スターター。「黒須エクス」モデル。アタックタイプ。バトルエントリーセットユニーク、カラーチョイスブースター、フルカラー特装版1巻の初回版（元々は『月刊コロコロコミック』2024年5月号の懸賞の景品だった）では、パーツの色が変更されて、カラーチョイスブースター（青と紫と黒の3種類）とフルカラー特装版1巻（赤）のブレードが塗装されたメタルコート仕様となっている。カラーチョイスブースターは色の異なるブレードが3種、ラチェットとビットが6種ずつ用意され、好きな色を1つずつ選んで組み合わせて購入可能な商品である（全ての組み合わせは108通りとなる）。
ドランバスター3-70N（スリーセブンティー・ニードル）
IDナンバー - UX-00（メタルコート：ホワイト ドランデッキスターター）
色、ラチェットとビットのパーツを変更し、セット化したもの。ドランデッキスターターの同梱ベイ。ディフェンスタイプ。ブレードが白で塗装されたメタルコート仕様となっている。本編未登場。同梱されているランチャーは、白と金色のストリングランチャーとなっている。
ドランバスター5-80MN（ファイブエイティー・メタルニードル）
IDナンバー - CX-08
色、ラチェットとビットのパーツを変更し、ブースター化したもの。ランダムブースターVol.7に収録。ディフェンスタイプ。本編未登場。「ケルベロスフレイム アナザーカラーVer.」を作るためのラチェットの5-80が入っている。
ヘルズハンマー3-70H（スリーセブンティー・ヘキサ）
IDナンバー - UX-02
2代目ヘルズ。2024年3月30日発売。スターター。「風見バード」モデル。バランスタイプで、色違いなどの機体を除いて、スコーピオスピアが登場するまでUXで唯一のバランスタイプであった。
ウィザードロッド5-70DB（ファイブセブンティー・ディスクボール）
IDナンバー - UX-03（ブースター）、UX-04（セット バトルエントリーセットユニーク）
2代目ウィザード。2024年3月30日発売。ブースター。「七色マルチ」モデル。スタミナタイプ。バトルエントリーセットユニークでは、パーツの色が変更されている。2025円4月1日以降に開催される公式大会において、ブレードのウィザードロッドが殿堂入りパーツで認定され、「ベイを1つ使用した対戦」のみ使用禁止となった（それ以降に発売された色違い、大会の景品で手に入るものも同様）。
ウィザードロッド1-60R（ワンシクスティー・ラッシュ）
IDナンバー - BX-35
色、ラチェットとビットのパーツを変更し、ブースター化したもの。ランダムブースターVol.4に収録。アタックタイプ。本編未登場。
シノビシャドウ1-80MN（ワンエイティー・メタルニードル）
IDナンバー - UX-05
2代目シノビであるが、国内では最初に出たシノビとなる（初代シノビは後から登場した）。2024年5月18日発売のランダムブースター シノビシャドウセレクト収録のレアベイで、UXとしては初めてのセレクト系のランダムブースター。「万獣クイン」モデル。ディフェンスタイプ。
シノビシャドウ9-60LF（ナインシクスティー・ローフラット）
IDナンバー - UX-05
色、ラチェットとビットのパーツを変更し、ブースター化したもの。ランダムブースター シノビシャドウセレクトに収録。アタックタイプ。本編未登場。
シノビシャドウ3-70GP（スリーセブンティー・ギヤポイント）
IDナンバー - UX-05
色、ラチェットとビットのパーツを変更し、ブースター化したもの。ランダムブースター シノビシャドウセレクトに収録。バランスタイプ。本編未登場。
シノビシャドウ3-80F（スリーエイティー・フラット）
IDナンバー - UX-012
色、ラチェットとビットのパーツを変更し、ブースター化したもの。ランダムブースターvol.5に収録。アタックタイプ。本編未登場。
エアロペガサス3-70A（スリーセブンティー・アクセル）
IDナンバー - UX-00（ブースター ダブルメタルコート：ブルー×グリーン レアベイゲットバトル景品）
2024年7月30日より「レアベイゲットバトル」で、レアベイ交換チケットを得ることで、タカラトミーモール限定で無償で入手できるレアベイ（2025年11月28日をもって、販売終了予定）。「白星オメガ」モデル。アタックタイプ。『メタルファイト ベイブレード』のペガシスへのオマージュ。ブレードが青と緑で塗装されたダブルメタルコート仕様となって、ダブルメタルコートはこの機体が初となる。
レオンクレスト7-60GN（セブンシクスティー・ギヤニードル）
IDナンバー - UX-06
2代目レオン。2024年8月10日発売。スターター。「万獣キング」モデル。ディフェンスタイプ。
レオンクレスト9-80K（ナインエイティー・キック）
IDナンバー - CX-05
色、ラチェットとビットのパーツを変更し、ブースター化したもの。ランダムブースターvol.6に収録。バランスタイプ。本編未登場。「ヘルズリーパー ブルーVer.」を作るためのビットのキックが入っている。
フェニックスラダー9-70G（ナインセブンティー・グライド）
IDナンバー - UX-07（フェニックスラダーデッキセット メタルコート：レッド）
2代目フェニックス。2024年8月10日発売のフェニックスラダーデッキセットの同梱ベイ。「不死原バーン」モデル。スタミナタイプ。ブレードは赤で塗装されたメタルコート仕様となっている。
フェニックスラダー4-70LF（フォーセブンティー・ローフラット）
IDナンバー - CX-05
色、ラチェットとビットのパーツを変更し、ブースター化したもの。ランダムブースターvol.6に収録。アタックタイプ。本編未登場。メタルコートの無いフェニックスラダーのブレードは、この機体が初となる。「ヘルズリーパー ブルーVer.」を作るためのラチェットの4-70が入っている。
シルバーウルフ3-80FB（スリーエイティー・フリーボール）
IDナンバー - UX-08
2024年10月12日発売。スターター。「銀狼」モデル。スタミナタイプ。『爆転シュート ベイブレード』のウルボーグへのオマージュ。ブレードとビットがそれぞれ初となるフリー回転するパーツとなる。同梱されるワインダーの色が灰色になっている。
サムライセイバー2-70L（ツーセブンティー・レベル）
IDナンバー - UX-09、UX-00（ブースター フルカラー特装版2巻 初回版）
2代目サムライであるが、国内では最初に出たサムライとなる（初代サムライは後から登場した）。2024年11月2日発売。スターター。「白星テンカ」モデル。アタックタイプ。ブレードが初となる刃の開閉による変形ギミックを持つパーツとなる。同梱されているものが、ライトランチャーとランチャーグリップが一体化したホールドランチャー（右回転用）と、通常のワインダーより長くなって持ち手が横向きになったロングワインダー、大きさが異なるラバー素材のグリップが4つ入ったラバーパネルとなっている。ホールドランチャーにはグリップパネルが、ロングワインダーにはワインダーランチャーなどの全てのワインダー系統のランチャーが、ラバーパネルはランチャーグリップにそれぞれ対応されている。フルカラー特装版2巻の初回版（元々は『月刊コロコロコミック』2025年3月号の懸賞の景品だった）では、パーツの色が変更されて、ブレードがオレンジで塗装されたメタルコート仕様となっている。
ナイトメイル3-85BS（スリーエイティーファイブ・バウンドスパイク）
IDナンバー - UX-010、UX-00（ブースター メタルコート：ネイビー）
2代目ナイト。2024年11月2日発売のカスタマイズセットUの同梱ベイ。「七色マルチ」モデル。ディフェンスタイプ。ブレードが初めてとなるメタルボールが3つ内蔵され、ビットが初めてバウンドするギミックを搭載し、ラチェットの高さが初めての85になったパーツとなる。なお、ラチェットの3-85の3枚刃は通常とは異なる形状をしたものとなり、組み込んで使用した際、ビットのバースト耐性が全て最低値に固定される。ブースターでは、2025年7月17日より「レアベイゲットバトル」で限定品購入チケットを得ることで、タカラトミーモール限定で購入できるレアベイとなって、パーツの色がネイビーカラーに変更され、ブレードはネイビーで塗装されたメタルコート仕様となっている。
インパクトドレイク9-60LR（ナインシックスティー・ローラッシュ）
IDナンバー - UX-011
2代目ドレイク。2024年12月28日発売。スターター。「龍宮クロム」モデル。アタックタイプ。『爆転シュート ベイブレード』のドラグーンへのオマージュ。ブレードが初めてとなるラバーが内蔵され、ラバーアタックが可能なパーツとなる。同梱されているランチャーは、ガンメタと赤のストリングランチャーになっている。
ゴーストサークル0-80GB（ゼロエイティー・ギヤボール）
IDナンバー - UX-012
2024年12月28日発売のランダムブースターVol.5収録のレアベイで、UXとしては初めての通常のランダムブースター。「桑原レイユ」モデル。スタミナタイプ。ブレードとラチェットが初めてのほぼ円形パーツとなっている。
ゴーストサークル4-60H（フォーシックスティー・ヘキサ）
IDナンバー - UX-012
色、ラチェットとビットのパーツを変更し、ブースター化したもの。ランダムブースターvol.5に収録。バランスタイプ。本編未登場。
ゴーレムロック1-60UN（ワンシックスティー・アンダーニードル）
IDナンバー - UX-013
2025年1月25日発売。ブースター。「剛轟イワオ」モデル。ディフェンスタイプ。ビットのニードルと比べて、高さが2ミリ低くなっている。
スコーピオスピア0-70Z（ゼロセブンティー・ザップ）
IDナンバー - UX-014
2025年4月26日発売。スターター。「腐飾ドクガ」モデル。バランスタイプで、色違いなどの機体を除いて、ヘルズハンマー以来で1年ぶりのUXのバランスタイプとなった。サムライセイバーと同じブレードの変形ギミックを持ち、エクストリームダッシュをすると、いなし防御向きの6枚刃から攻撃向きの3枚刃へ変形する（ランチャーに装着する際は、変形前の6枚刃に戻さないと装着できないようになっている）。通常のワインダーの代わりに、ホールドランチャーと同じロングワインダーが同梱され、ワインダーの色が黄色になっている。
シャークスケイル4-50UF（フォーファイブティー・アンダーフラット）
IDナンバー - UX-015（シャークスケイルデッキセット）
2代目シャーク。2025年8月9日発売のシャークスケイルデッキセットの同梱ベイ。「冥殿メイコ」モデル。アタックタイプ。ラチェットの高さが55よりも低く、初めての50になったパーツとなり、ビットのフラットと比べて、高さが2ミリ低くなっている。ラチェットの55や85と違い、他の高さと同じ形状となっており、ビットのバースト耐性はビットの種類によって決まるものとなっている。
海外では国内で発売されていないモデルがあるが、国内では現時点で発売未定となっている。

#### カスタムラインシステム（CX-01 - ）
2025年3月29日から展開される3つ目のシステム。ブレードが3つのパーツに分解された3層構造になり、チップにキャラクターが描かれて各パーツを固定するためと重さに関わりがある「ロックチップ」、メタルを中心に構成して攻撃や防御などを大きく影響する「メインブレード」、プラパーツを中心に構成して下段攻撃や遠心力強化などの補助に影響する「アシストブレード」の3つで構成される。これにより、これまでできなかったブレードの改造が可能になり、カスタマイズの幅が広がった。ブレードを分解するには、ラチェット一体型ビットを除いた通常のビットか、専用のCXツールを使用する必要がある。UXの機体と同様、ブレードのギヤチップ部分のデザインが回転するギミックは無い。通し番号は「CX-00」。
メインブレードのプラ部分にはステッカーを思わせる色部分があるが、復刻版の25周年記念セットと同じく、プリントで塗装されたものとなっている。
ドランブレイブS6-60V（スラッシュ・シックスシクスティー・ボルテックス）
IDナンバー - CX-01（スターター）、CX-04（セット バトルエントリーセットカスタム）
3代目ドラン。2025年3月29日発売。スターター。「黒須エクス」モデル。アタックタイプ。バトルエントリーセットカスタムでは、パーツの色が赤に変更されている。
ドランアークS2-70K（スラッシュ・ツーセブンティー・キック）
IDナンバー - CX-00（ブースター メタルコート：ブルー 月刊コロコロコミックの懸賞品）
色、ラチェットとビットのパーツを変更し、ブースター化したもの。『月刊コロコロコミック』2025年7月号の銀はがしで、抽選で100名にのみ手に入る限定ベイ（現時点では限定販売は無い）。バランスタイプ。本編未登場。ロックチップのドランは通常とは異なり、原作者描き下ろしの新規デザインに変更されている。メインブレードが青で塗装されたメタルコート仕様となっている。
ウィザードアークR4-55LO（ラウンド・フォーフィフティーファイブ・ローオーブ）
IDナンバー - CX-02（スターター）、CX-00（ブースター メタルコート：ブラック）
3代目ウィザード。2025年3月29日発売。スターター。「七色マルチ」モデル。スタミナタイプ。ラチェットの高さが初めての55になったパーツとなる。ラチェットの4-55の4枚刃は通常とは異なる形状をしたものとなり、85と同様、55を組み込んで使用した際、ビットのバースト耐性が全て最低値に固定される。2025年8月9日より常設オープンとなる「BEYBLADE BAR TOKYO」の会場にて、会場で数量限定販売（販売終了後、レアベイゲットバトルの景品として後日登場予定）されるブースターのブラックVer.があり、パーツが黒色に変更され、メインブレードが黒で塗装されたメタルコート仕様となっている。
ペルセウスダークB6-80W（バンパー・シックスエイティー・ウェッジ）
IDナンバー - CX-03（ブースター）、CX-04（セット バトルエントリーセットカスタム）
2025年3月29日発売。ブースター。「露地ランツ」モデル。ディフェンスタイプ。『メタルファイト ベイブレード』のペルセウスへのオマージュ。バトルエントリーセットカスタムでは、パーツの色が白に変更されている。
ヘルズリーパーT4-70K（ターン・フォーセブンティー・キック）
IDナンバー - CX-05
3代目ヘルズ。2025年4月26日発売のランダムブースターvol.6収録のレアベイの1つで、CXとしては初めての通常のランダムブースター。「風見バード」モデル。バランスタイプ。ターンのアシストブレードは、外周の刃が取り外すことが可能で、外周の刃を向きによって連撃と受け流しの2つをモードチェンジすることが可能なパーツ（外周の刃なしでも組み換え可能であるが、公式大会では外周の刃を取り付けた状態でないと使用できない）。ランダムブースターVer.6に収録されているヘルズリーパーとホエールウェーブ以外の4機種にあるパーツ（色違いのビットのキックがあるホエールウェーブでも代用可能）を全て集めて組み替えることで、青色になった「ヘルズリーパー ブルーVer.」を完成させることができる。
ヘルズアークT3-85O（ターン・スリーエイティーファイブ・オーブ）
IDナンバー - CX-05
色、ラチェットとビットのパーツを変更し、ブースター化したもの。ランダムブースターvol.6に収録。スタミナタイプ。本編未登場。「ヘルズリーパー ブルーVer.」を作るためのロックチップのヘルズと、アシストブレードのターンが入っている。
ヘルズブレイブJ3-60GF（ジャギー・スリーシックスティー・ギヤフラット）
IDナンバー - UX-15（シャークスケイルデッキセット）
色、ラチェットとビットのパーツを変更し、ブースター化したもの。シャークスケイルデッキセットの同梱ベイ。アタックタイプ。本編未登場。
ライノリーパーC4-55D（チャージ・フォーフィフティーファイブ・ドット）
IDナンバー - CX-05
2代目ライノ。2025年4月26日発売のランダムブースターvol.6収録のレアベイの1つ。「チョー・パン」モデル。ディフェンスタイプ。ヘルズリーパーの色違いではなく、新規パーツのある別機体扱い。新規パーツのライノのロックチップとチャージのアシストブレードが搭載されている。「ヘルズリーパー ブルーVer.」を作るためのメインブレードのリーパーが入っている。
フォックスブラッシュJ9-70GR（ジャギー・ナインセブンティー・ギヤラッシュ）
IDナンバー - CX-06
2025年5月17日発売のランダムブースター フォックスブラッシュセレクト収録のレアベイで、CXとしては初めてのセレクト系のランダムブースター。アタックタイプ。「九尾ヨウコ」モデル。
フォックスブラッシュJ0-80DB（ジャギー・ゼロエイティー・ディスクボール）
IDナンバー - CX-06
色、ラチェットとビットのパーツを変更し、ブースター化したもの。ランダムブースター フォックスブラッシュセレクトに収録。スタミナタイプ。本編未登場。
フォックスブラッシュJ2-60U（ジャギー・ツーシックスティー・ユナイト）
IDナンバー - CX-06
色、ラチェットとビットのパーツを変更し、ブースター化したもの。ランダムブースター フォックスブラッシュセレクトに収録。スタミナタイプ。本編未登場。
ワルキューレボルトS4-70V（スラッシュ・フォーセブンティー・ボルテックス）
IDナンバー - CX-00（ブースター メタルコート：ゴールド レアベイゲットバトル景品）
2025年7月17日より「レアベイゲットバトル」で、レアベイ交換チケットを得ることで、タカラトミーモール限定で無償で入手できるレアベイ。アタックタイプ。『ベイブレードバースト』のヴァルキリーへのオマージュ。ワルキューレのロックチップには初めて金属が内蔵されたメタルロックチップとなり、通常のロックチップより重くなっているが、「デッキバトルを用いた対戦」ではワルキューレのメタルロックチップにのみ、このチップを搭載した機体は1つしか使用できない制限がある。メインブレードが金で塗装されたメタルコート仕様となっている。
ペガサスブラストATr（アサルト・ターボ）
IDナンバー - CX-07（スターター メタルコート：グリーン）、CX-00（ブースター メタルコート：レッド）
2代目ペガサス。2025年7月19日発売。スターター。「白星オメガ」モデル。アタックタイプ。『メタルファイト ベイブレード』のペガシスへのオマージュ。メインブレードは緑で塗装されたメタルコート仕様となっているが、初代と違ってダブルメタルコートではない。『BEYBLADE X』史上初のラチェットとビットが一体化したラチェット一体型ビットが初めて登場したパーツとなり、回転力に応じて高さと軸先が変化する。高速回転時は高さが85よりも高く初めての90になって、細いシャープ軸が出て動きが控えめになるが、低速回転時は高さが初めての65となって、太いフラット軸で再加速して激しい動きになる。ラチェット一体型ビットになっていることで、ブレードを分解するためのツールとしては使えないため、専用のCXツールが同梱され、それを使用することで通常のビットと同じようにブレードを分解することができる。同梱されているワインダーランチャーの色は緑になって、通常のワインダーの代わりに、ホールドランチャーと同じロングワインダーが同梱され、ワインダーの色が白色になっている。一部イベントで手に入るものでは、パーツとロングワインダーの色が赤（一部にオレンジと白、ワインダーランチャーでは白）に変更され、ブレードは赤で塗装されたメタルコート仕様となっている。
ケルベロスフレイムW5-80WB（ウォール・ファイブエイティー・ウォールボール）
IDナンバー - CX-08
2025年7月19日発売のランダムブースターvol.7収録のレアベイの1つ。「三頭ミリオン」モデル。スタミナタイプ。『メタルファイト ベイブレード』のケルベクスへのオマージュ。ヘルズリーパーと同様、ランダムブースターVer.7に収録されているケルベロスフレイムとコバルトドラグーン以外の4機種にあるパーツ（色違いのビットのウォールボールがあるコバルトドラグーンでも代用可能）を全て集めて組み替えることで、『メタルファイト』にあった「ヘルケルベクス ブルーインフェルノVer.」を思わせる色になった「ケルベロスフレイム アナザーカラーVer.」を完成させることができる。
ケルベロスダークW1-60F（ウォール・ワンシックスティー・フラット）
IDナンバー - CX-08
色、ラチェットとビットのパーツを変更し、ブースター化したもの。ランダムブースターvol.7に収録。アタックタイプ。本編未登場。「ケルベロスフレイム アナザーカラーVer.」を作るためのロックチップのケルベロスと、アシストブレードのウォールが入っている。
ホエールフレイムM3-85HT（マッシブ・スリーエイティーファイブ・ハイテーパー）
IDナンバー - CX-08
2代目ホエール。2025年7月19日発売のランダムブースターvol.7収録のレアベイの1つ。「冥殿メイコ」モデル。バランスタイプ。ケルベロスフレイムの色違いではなく、新規パーツのある別機体扱い。新規パーツのホエールのロックチップとマッシブのアシストブレードが搭載されている。「ケルベロスフレイム アナザーカラーVer.」を作るためのメインブレードのフレイムが入っている。
ソルエクリプスD5-70TK（デュアル・ファイブセブンティー・トランスキック）
IDナンバー - CX-09
2025年9月27日発売予定のスターター。バランスタイプ。『メタルファイト ベイブレード』のブレイズへのオマージュ。
レオンファングT4-60A（ターン・フォーシックスティー・アクセル） レッドVer.
IDナンバー - CX-00（Switch版『BEYBLADE X EVOBATTLE』パッケージ限定特典）
2025年11月13日発売予定のNintendo Switch用ゲームソフト『BEYBLADE X EVOBATTLE』のパッケージ版限定特典の同梱ベイ（ダウンロード版、Steam版には同梱されない）で、3代目レオン。アタックタイプ。

#### X-OVER PROJECT
2023年7月から展開されるシリーズ。『爆転シュート ベイブレード』『メタルファイト ベイブレード』『ベイブレードバースト』に登場したベイの『BEYBLADE X』における復刻版。復刻版は全てBXの機体として扱われ、IDナンバーは一部を除いて基本的に「BX-00」で統一されている。
他のシステムと違い、復刻版では、従来通りシールが付属され、シールを貼らなければならない。
ドランザースパイラル3-80T（スリーエイティー・テーパー）
2023年7月15日発売。X-OVER PROJECT第1弾でドランザーS（スパイラル）の復刻版で、爆転シュートとしては初の復刻。ブースター。「火渡カイ」モデル。バランスタイプ。原典におけるギミック要素（フリーシャフト、スパイラルチェンジ）は搭載されていない。代わりに、ブレードの2枚刃と一部分には、塗装された金属部分が内蔵されて重量を上げている。2024年8月10日より期間限定で全国5か所で開催の「ベイブレードバー」の会場にて、会場で限定販売（イベント終了後、レアベイゲットバトルの景品として2024年10月10日より登場したが、現在はコバルトドレイク クリアVer.に置き換えて販売終了）されたブラックVer.があり、パーツと塗装された金属部分は黒色されている（当時あった、ブラックドランザーをイメージしたもの）。なお、海外ではレッドVer.が発売されているが、国内では現時点で発売未定となっている。
ドライガースラッシュ4-80P（フォーエイティー・ポイント）
2024年4月27日発売。X-OVER PROJECT第2弾でドライガーS（スラッシュ）の復刻版。ブースター。「金李」モデル。バランスタイプ。原典におけるギミック要素（メタルチェンジ）は搭載されていない。代わりに、ブレードの2枚刃と一部分には、塗装された金属部分が内蔵されて重量を上げている。また、ブレードの2枚刃は左右異なる形状の大きさになっていることで、編重心となっている。
ライトニングエルドラゴ1-60F（ワンシックスティー・フラット）
2024年9月14日発売。X-OVER PROJECT第3弾でライトニングエルドラゴの復刻版で、メタルファイトとしては初の復刻、復刻版としては初の左回転。ランダムブースター。「龍牙」モデル。アタックタイプ。左回転になるため、回すためには別売りの左回転専用のランチャーが必要。原典と異なり、フェイスとクリアウィールはメタルウィールと一体化されている。一体化に伴って、モードチェンジができなくなった代わりに、アッパーモードを再現したアッパー型と、連打モードを再現した連打型の2種類が、別々のブレードに分けられ、ランダムブースターとしてどちらかのブレードが手に入るものとなっている（ステッカーは両方のモードに対応して、1枚に統合して入っている）。ブレード以外のパーツは色などを含めて、どちらも同じになっている。ライトニングエルドラゴの2種類のブレードは公式大会では同一扱いとなり、どちらかのブレードしか使用できない。
ドラシエルシールド7-60D（セブンシックスティー・ドット）
2024年12月28日発売。X-OVER PROJECT第4弾でドラシエルS（シールド）の復刻版。ブースター。「水原マックス」モデル。ディフェンスタイプ。原典におけるギミック要素（メタルボール）は搭載されていない。代わりに、ブレードの一部分には、塗装された金属部分が内蔵されて重量を上げている。メタルを再現したい場合はカスタマイズセットUに入っているビットのメタルニードルに組み替えることで、再現できる。
ドラグーンストーム4-60RA（フォーシクスティー・ラバーアクセル）
2025年3月21日発売。タカラトミーモールで受注生産限定のベイブレード25周年記念セットの同梱ベイ。X-OVER PROJECT第5弾でドラグーンS（ストーム）の復刻版。「木ノ宮タカオ」モデル。左回転。アタックタイプ。ビットチップを除いたステッカー部分はプリントで塗装されたものとなっている（従来通り、ビットチップ以外のステッカーも同梱されており、隙間になっている部分にステッカーを貼ることで、隙間が埋まってより鮮明なものとなる）。左回転専用の青のワインダーランチャーLになり、通常のワインダーより少し長くなった赤のドラゴンワインダー（横向きだった持ち手部分は原典と違い、縦向きに変更）が同梱される。ドラゴンワインダーはワインダーランチャーなど、全てのワインダー系統のランチャーに対応されている。
ストームペガシス3-70RA（スリーセブンティー・ラバーアクセル）
2025年3月21日発売。タカラトミーモールで受注生産限定のベイブレード25周年記念セットの同梱ベイ。X-OVER PROJECT第6弾でストームペガシス105RF（ラバーフラット）の復刻版。「鋼銀河」モデル。アタックタイプ。原典と異なり、フェイスとクリアウィールはメタルウィールと一体化されている。フェイスを除いたステッカー部分はプリントで塗装されたものとなっている（従来通り、フェイス以外のステッカーも同梱されている）。同梱されているランチャーは、水色のストリングランチャーとなっている（原典のスターターと同じ色で再現されている）。
ビクトリーヴァルキリー2-60RA（ツーシクスティー・ラバーアクセル）
2025年3月21日発売。タカラトミーモールで受注生産限定のベイブレード25周年記念セットの同梱ベイ。X-OVER PROJECT第7弾でビクトリーヴァルキリー.B.V（ブースト・ヴァリアブル）の復刻版で、バーストとしては初の復刻。「蒼井バルト」モデル。アタックタイプ。原典におけるギミック要素（ヴァリアブルドライバーの軸先の覚醒）は搭載されていないが、ラチェットとビットにより、原典にあったヴァリアブルドライバーを再現している。また、原典にあったレイヤーとディスクはブレードと一体型となって、ランチャーの取り付け穴の中にブーストディスクのモールドが刻まれて細かく再現されている。ステッカー部分はプリントで塗装されたものとなっている（従来通り、ステッカーも同梱されており、隙間になっている部分にステッカーを貼ることで、隙間が埋まってより鮮明なものとなる）。同梱されているランチャーは、青色のストリングランチャーとなっている（原典のスターターと同じ色で再現されている）。
ゼノエクスカリバー3-60GF（スリーシックスティー・ギヤフラット）
2025年3月29日発売。X-OVER PROJECT第8弾でゼノエクスカリバー.M.I（マグナム・インパクト）の復刻版。復刻版としては初のスターター。「灼炎寺カイザ」モデル。アタックタイプ。原典におけるギミック要素（マグナムディスク、ダブルインパクトのギミック）は一部変更され、ラチェットの3-60により、原典にあったマグナムディスクを再現され、ブレードのゼノエクスカリバーとラチェットの3-60の組み合わせにより、常にダブルインパクトの状態の性能になっている、ブレードのゼノエクスカリバーの外周にある青い部分は、原典ではクリアパーツであったのが青で塗装された金属部分に変更されており、実質メタルコート仕様となっている。同梱されているランチャーは、原典におけるソードランチャーをイメージした赤のホールドランチャーになっている。サムライセイバーと違い、ラバーグリップパネルは同梱されず、中央のグリップパネルのみとなっている。また、ロングワインダーの色が黒になっている。
ロックレオーネ6-80GN（シックスエイティー・ギヤニードル）
2025年7月19日発売。X-OVER PROJECT第9弾でロックレオーネ145WB（ワイドボール）の復刻版。ブースター。「盾神キョウヤ」モデル。ディフェンスタイプ。原典と異なり、フェイスとクリアウィールはメタルウィールと一体化されており、ディフェンスタイプであったボール系統の軸は『X』ではスタミナタイプで扱われてるため、ディフェンスタイプで扱うためにニードル系統の軸先が採用されている。当時と似た名称とボール軸を使用したい場合は、ランダムブースターvol.7に収録されているコバルトドラグーンにあるビットの白いウォールボールに組み替えることで、再現できる。ベイブレードが誕生した日である2025年7月17日に情報が解禁され、その僅か2日後に発売されて、発表から発売までの間隔が一番短いものとなった。
今後、復刻されるモデルが続々と開発中となっている。なお、発売を予定されていたトライピオ（爆転シュート）は、ランチャーと機体の接触などの安全面において課題が多く、安全面の問題が非常に困難であることが判断され、開発中止となった（代わりに、トライピオを開発してきたノウハウは、今後発売予定の機体に活かされるとのこと。また、ビットのディスクボールにこの名残は残されている）。

#### コラボベイブレード
別作品、実在企業、有名人などとコラボレーションしたシリーズで、いずれも本編未登場。一部の機体は色とパーツを変えたものもあるが、このシリーズとして扱う。
これらは通常の一般販売ではなく、対象店舗のB4ストア、タカラトミーモールなどの通販、イベントなどの会場で限定販売されるものとなっている。
ドランダガー2-80GP（ツーエイティー・ギヤポイント） ブラックジャイアンツVer.
IDナンバー - BX-00（スターター メタルコート：ブラック）
コラボ企業 - 日本プロ野球の「読売ジャイアンツ」
ドランダガーを基に、色、ラチェットとビットのパーツを変更し、スターター化したもの。2024年8月3日発売のB4ストア限定モデルで、日本プロ野球の読売ジャイアンツのコラボベイ。バランスタイプ。ブレードが黒とオレンジで塗装されたメタルコート仕様となっている。同梱されているライトランチャーの色は、ジャイアンツをイメージした黒とオレンジとなっている。また、ギヤチップをジャイアンツに変更可能なコラボステッカーが2種同梱されている。
ドランバスター1-60A（ワンシクスティー・アクセル） FCバルセロナVer.
IDナンバー - UX-00（スターター メタルコート：ブルー）
コラボ企業 - サッカーの「FCバルセロナ」
ドランバスターを基に、色を変更し、スターター化したもの。2025年1月25日発売のB4ストア限定モデルで、サッカーのFCバルセロナのコラボベイ。アタックタイプ。ブレードが紫で塗装されたメタルコート仕様となっている。同梱されているライトランチャーとワインダーの色は、FCバルセロナをイメージしたと紫と赤となっている（ランチャーが紫、ワインダーが赤）。また、ギヤチップがFCバルセロナをイメージしたデザインに変更されている。
ヘルズハンマー3-70H（スリーセブンティー・ヘキサ） FCバルセロナVer.
IDナンバー - UX-00（ベイキックオフセット メタルコート：レッド）
コラボ企業 - サッカーの「FCバルセロナ」
ヘルズハンマーを基に、色を変更し、セット化したもの。2025年1月25日発売のB4ストア限定モデルで、サッカーのFCバルセロナのコラボベイ。バランスタイプ。ブレードが赤で塗装されたメタルコート仕様となっている。同梱されているライトランチャーとワインダーの色は、FCバルセロナをイメージしたと紫と赤となっている（ランチャーが赤、ワインダーが紫）。また、ギヤチップがFCバルセロナをイメージしたデザインに変更されている。その他、同梱されているエクストリームスタジアムの色は、サッカースタジアムをイメージした黄緑になって、エクストリームラインが白になっている。
フェニックスウイング9-60GF（ナインシクスティー・ギヤフラット） キタニタツヤVer.
IDナンバー - BX-00（スターター メタルコート：ブラック）
コラボ人物 - シンガーソングライター 「キタニタツヤ」
フェニックスウィングを基に、色を変更し、スターター化したもの。2025年3月15日発売のキタニタツヤのイベント会場（通販は2025年3月21日から4月30日までで、発送は2025年9月予定）で限定販売された限定モデルで、シンガーソングライターのキタニタツヤのコラボベイ。アタックタイプ。ブレードが黒で塗装されたメタルコート仕様となっている。同梱されているランチャーは通常と違い、オレンジのワインダーの付いたワインダーランチャーになっている。また、ギヤチップをキタニタツヤのデザインに変更可能なコラボステッカーが2種同梱されている。
アイアンマン4-80B（フォーエイティー・ボール）
IDナンバー - BX-00（ダブルスターター）
コラボ作品 - マーベル アイアンマン
元々は海外にのみ販売された機種であったが、2025年4月26日発売のB4ストア限定モデル（タカラトミーモール、セブンネットでも販売されている）として、国内で初めて登場した。マーベルのアイアンマンのコラボベイで、ギヤチップにアイアンマンのデザインが描かれている。スタミナタイプ。ブレードがナイトシールドをベースにしている。ダブルスターターで、サノス4-60Pが同梱されている。同梱されているランチャーは、マーベルのロゴの入った青のエントリーランチャーになっている。なお、アプリにベイコードを登録した際、カタログには機体が登録されず、ポイントのみ獲得となる。
サノス4-60P（フォーシックスティー・ポイント）
IDナンバー - BX-00（ダブルスターター）
コラボ作品 - マーベル アイアンマン
元々は海外にのみ販売された機種であったが、2025年4月26日発売のB4ストア限定モデル（タカラトミーモール、セブンネットでも販売されている）として、国内で初めて登場した。マーベルのアイアンマンとのコラボベイで、ギヤチップにサノスのデザインが描かれている。バランスタイプ。ブレードがナイトランスをベースにしている。ダブルスターターで、アイアンマン4-80Bが同梱されている。同梱されているランチャーは、マーベルのロゴの入った青のエントリーランチャーになっている。なお、アプリにベイコードを登録した際、カタログには機体が登録されず、ポイントのみ獲得となる。
スパイダーマン3-60F（スリーシックスティー・フラット）
IDナンバー - BX-00（ダブルスターター）
コラボ作品 - マーベル スパイダーマン
元々は海外にのみ販売された機種であったが、2025年4月26日発売のB4ストア限定モデル（タカラトミーモール、セブンネットでも販売されている）として、国内で初めて登場した。マーベルのスパイダーマンとのコラボベイで、ギヤチップにスパイダーマンのデザインが描かれている。アタックタイプ。ブレードがヴァイパーテイルをベースにしている。ダブルスターターで、ヴェノム3-80Nが同梱されている。同梱されているランチャーは、マーベルのロゴの入った青のエントリーランチャーになっている。なお、アプリにベイコードを登録した際、カタログには機体が登録されず、ポイントのみ獲得となる。
ヴェノム3-80N（スリーエイティー・ニードル）
IDナンバー - BX-00（ダブルスターター）
コラボ作品 - マーベル スパイダーマン
元々は海外にのみ販売された機種であったが、2025年4月26日発売のB4ストア限定モデル（タカラトミーモール、セブンネットでも販売されている）として、国内で初めて登場した。マーベルのスパイダーマンとのコラボベイで、ギヤチップにヴェノムのデザインが描かれている。ディフェンスタイプ。ブレードがドランソードをベースにしている。ダブルスターターで、スパイダーマン3-60Fが同梱されている。同梱されているランチャーは、マーベルのロゴの入った青のエントリーランチャーになっている。なお、アプリにベイコードを登録した際、カタログには機体が登録されず、ポイントのみ獲得となる。
ルーク・スカイウォーカー4-80B（フォーエイティー・ボール）
IDナンバー - BX-00（ダブルスターター）
コラボ作品 - スター・ウォーズ
元々は海外にのみ販売された機種であったが、2025年4月26日発売のB4ストア限定モデル（タカラトミーモール、セブンネットでも販売されている）として、国内で初めて登場した。『スター・ウォーズ』とのコラボベイで、ギヤチップにルーク・スカイウォーカーのデザインが描かれている。スタミナタイプ。ブレードがナイトシールドをベースにしている。ダブルスターターで、ダース・ベイダー4-60Pが同梱されている。同梱されているランチャーは、スター・ウォーズのロゴの入った黒のエントリーランチャーになっている。なお、アプリにベイコードを登録した際、カタログには機体が登録されず、ポイントのみ獲得となる。
ダース・ベイダー4-60P（フォーシックスティー・ポイント）
IDナンバー - BX-00（ダブルスターター）
コラボ作品 - スター・ウォーズ
元々は海外にのみ販売された機種であったが、2025年4月26日発売のB4ストア限定モデル（タカラトミーモール、セブンネットでも販売されている）として、国内で初めて登場した。『スター・ウォーズ』とのコラボベイで、ギヤチップにダース・ベイダーのデザインが描かれている。バランスタイプ。ブレードがナイトランスをベースにしている。ダブルスターターで、ルーク・スカイウォーカー4-80Bが同梱されている。同梱されているランチャーは、スター・ウォーズのロゴの入った黒のエントリーランチャーになっている。なお、アプリにベイコードを登録した際、カタログには機体が登録されず、ポイントのみ獲得となる。
マンダロリアン3-60F（スリーシックスティー・フラット）
IDナンバー - BX-00（ダブルスターター）
コラボ作品 - スター・ウォーズ
元々は海外にのみ販売された機種であったが、2025年4月26日発売のB4ストア限定モデル（タカラトミーモール、セブンネットでも販売されている）として、国内で初めて登場した。『スター・ウォーズ』とのコラボベイで、ギヤチップにマンダロリアンのデザインが描かれている。アタックタイプ。ブレードがレオンクローをベースにしている。ダブルスターターで、モフ・ギデオン3-80Nが同梱されている。同梱されているランチャーは、スター・ウォーズのロゴの入った黒のエントリーランチャーになっている。なお、アプリにベイコードを登録した際、カタログには機体が登録されず、ポイントのみ獲得となる。
モフ・ギデオン3-80N（スリーエイティー・ニードル）
IDナンバー - BX-00（ダブルスターター）
コラボ作品 - スター・ウォーズ
元々は海外にのみ販売された機種であったが、2025年4月26日発売のB4ストア限定モデル（タカラトミーモール、セブンネットでも販売されている）として、国内で初めて登場した。『スター・ウォーズ』とのコラボベイで、ギヤチップにモフ・ギデオンのデザインが描かれている。ディフェンスタイプ。ブレードがヘルズサイズをベースにしている。ダブルスターターで、マンダロリアン3-60Fが同梱されている。同梱されているランチャーは、スター・ウォーズのロゴの入った黒のエントリーランチャーになっている。なお、アプリにベイコードを登録した際、カタログには機体が登録されず、ポイントのみ獲得となる。
オプティマスプライム4-60P（フォーシックスティー・ポイント）
IDナンバー - BX-00（ダブルスターター）
コラボ作品 - トランスフォーマー
元々は海外にのみ販売された機種であったが、2025年5月17日発売のタカラトミーモールとセブンネットで限定販売された限定モデルとして、国内で初めて登場した。『トランスフォーマー』とのコラボベイで、ギヤチップにオプティマスプライムのデザインが描かれている。バランスタイプ。ブレードがナイトシールドをベースにしている。ダブルスターターで、メガトロン4-80Bが同梱されている。同梱されているランチャーは、トランスフォーマーのロゴの入った白のエントリーランチャーになっている。なお、アプリにベイコードを登録した際、カタログには機体が登録されず、ポイントのみ獲得となる。
メガトロン4-80B（フォーエイティー・ボール）
IDナンバー - BX-00（ダブルスターター）
コラボ作品 - トランスフォーマー
元々は海外にのみ販売された機種であったが、2025年5月17日発売のタカラトミーモールとセブンネットで限定販売された限定モデルとして、国内で初めて登場した。『トランスフォーマー』とのコラボベイで、ギヤチップにメガトロンのデザインが描かれている。スタミナタイプ。ブレードがヘルズサイズをベースにしている。ダブルスターターで、オプティマスプライム4-60Pが同梱されている。同梱されているランチャーは、トランスフォーマーのロゴの入った白のエントリーランチャーになっている。なお、アプリにベイコードを登録した際、カタログには機体が登録されず、ポイントのみ獲得となる。
オプティマスプライマル3-60F（スリーシックスティー・フラット）
IDナンバー - BX-00（ダブルスターター）
コラボ作品 - トランスフォーマー
元々は海外にのみ販売された機種であったが、2025年5月17日発売のタカラトミーモールとセブンネットで限定販売された限定モデルとして、国内で初めて登場した。『トランスフォーマー』とのコラボベイで、ギヤチップにオプティマスプライマルのデザインが描かれている。アタックタイプ。ブレードがシャークエッジをベースにしている。ダブルスターターで、スタースクリーム3-80Nが同梱されている。同梱されているランチャーは、トランスフォーマーのロゴの入った白のエントリーランチャーになっている。なお、アプリにベイコードを登録した際、カタログには機体が登録されず、ポイントのみ獲得となる。
スタースクリーム3-80N（スリーエイティー・ニードル）
IDナンバー - BX-00（ダブルスターター）
コラボ作品 - トランスフォーマー
元々は海外にのみ販売された機種であったが、2025年5月17日発売のタカラトミーモールとセブンネットで限定販売された限定モデルとして、国内で初めて登場した。『トランスフォーマー』とのコラボベイで、ギヤチップにスタースクリームのデザインが描かれている。ディフェンスタイプ。ブレードがウィザードアローをベースにしている。ダブルスターターで、オプティマスプライマル3-60Fが同梱されている。同梱されているランチャーは、トランスフォーマーのロゴの入った白のエントリーランチャーになっている。なお、アプリにベイコードを登録した際、カタログには機体が登録されず、ポイントのみ獲得となる。
ティラノビート1-80GB（ワンエイティー・ギヤボール） T-レックス ジュラシック・ワールドVer.
IDナンバー - BX-00（ダブルスターター）
コラボ作品 - ジュラシック・ワールド
2025年7月19日発売のB4ストア限定モデル（タカラトミーモール、セブンネットでも販売されている）。『ジュラシック・ワールド』とのコラボベイで、ブレードは通常のティラノビートと同一の仕様であるが、ギヤチップに同作のティラノサウルスのデザインが描かれている。スタミナタイプ。ダブルスターターで、トリケラスパイキー9-60U（モササウルス ジュラシック・ワールドVer.）が同梱されている。同梱されているランチャーは、ジュラシック・ワールドのロゴの入ったオレンジのエントリーランチャーになっている。なお、アプリにベイコードを登録した際、カタログには機体が登録されず、ポイントのみ獲得となる。
トリケラスパイキー9-60U（ナインシックスティー・ユナイト） モササウルス ジュラシック・ワールドVer.
IDナンバー - BX-00（ダブルスターター）
コラボ作品 - ジュラシック・ワールド
元々は海外にのみ販売された機種であったが、2025年7月19日発売のB4ストア限定モデル（タカラトミーモール、セブンネットでも販売されている）として、国内で初めて登場した。『ジュラシック・ワールド』とのコラボベイで、ギヤチップに同作のモササウルスのデザインが描かれている。バランスタイプ。ブレードがスフィンクスカウルをベースにしている。ダブルスターターで、ティラノビート1-80GB（T-レックス ジュラシック・ワールドVer.）が同梱されている。同梱されているランチャーは、『ジュラシック・ワールド』のロゴの入ったオレンジのエントリーランチャーになっている。なお、アプリにベイコードを登録した際、カタログには機体が登録されず、ポイントのみ獲得となる。
ティラノロア3-85A（スリーエイティーファイブ・アクセル） スピノサウルス ジュラシック・ワールドVer.
IDナンバー - BX-00（ダブルスターター）
コラボ作品 - ジュラシック・ワールド
元々は海外にのみ販売された機種であったが、2025年7月19日発売のB4ストア限定モデル（タカラトミーモール、セブンネットでも販売されている）として、国内で初めて登場した。『ジュラシック・ワールド』とのコラボベイで、ギヤチップに同作のスピノサウルスのデザインが描かれている。アタックタイプ。ブレードがフェニックスウイングをベースにしている。ダブルスターターで、プテラスイング4-55D（ケツァルコアトルス ジュラシック・ワールドVer.）が同梱されている。同梱されているランチャーは、『ジュラシック・ワールド』のロゴの入ったオレンジのエントリーランチャーになっている。なお、アプリにベイコードを登録した際、カタログには機体が登録されず、ポイントのみ獲得となる（シャークスケイルデッキセットに同梱されているティラノロアでは、カタログに登録することが可能）。
プテラスイング4-55D（フォーファイブティーファイブ・ドット） ケツァルコアトルス ジュラシック・ワールドVer.
IDナンバー - BX-00（ダブルスターター）
コラボ作品 - ジュラシック・ワールド
2025年7月19日発売のB4ストア限定モデル（タカラトミーモール、セブンネットでも販売されている）。『ジュラシック・ワールド』とのコラボベイで、ブレードは通常のプテラスイングと同一の仕様であるが、ギヤチップに同作のケツァルコアトルスのデザインが描かれている。ディフェンスタイプ。ダブルスターターで、ティラノロア3-85A（スピノサウルス ジュラシック・ワールドVer.）が同梱されている。同梱されているランチャーは、『ジュラシック・ワールド』のロゴの入ったオレンジのエントリーランチャーになっている。なお、アプリにベイコードを登録した際、カタログには機体が登録されず、ポイントのみ獲得となる。
海外では今後、「マーベル」と『スター・ウォーズ』の新たなモデルが発売予定となっているが、国内ではいずれも現時点で発売未定となっている。

## 関連商品
タカラトミーから発売される商品は一部を除いて、BXの機体と同様、通し番号は「BX-00」となっている。

### 専用スタジアム
BX-00 エクストリームスタジアム ライトパッケージ
2023年7月15日発売。タカラトミーモール限定のベイスタジアム。一般販売されているBX-10とは違い、エクストリームラインの色が赤色に変更され、専用のスマートフォン向けアプリでポイントを獲得可能なベイコードが同梱されていない。
BX-10 エクストリームスタジアム
2023年7月15日発売。
BX-32 ワイドエクストリームスタジアム
2024年7月13日発売。通常よりもサイズと開口部とエクストリームラインの大きな3人プレイ可能な大型のスタジアム。エクストリームラインの色が紫に変更され、オーバーフィニッシュ用の開口部の2か所が反対側に設置され、より白熱したバトルが可能となっている。
BX-37 ダブルエクストリームスタジアムセット
2024年10月12日発売。エクストリームスタジアムをベースに、中央のセンターエリアが電動で上下に動いて、下に下がっている時にのみ中央の円形のエクストリームラインが出現し、X（エクストリーム）ダッシュがしやすくなる電動のスタジアム。外側にある通常のエクストリームラインの色が水色に変更され、中央のセンターエリアの円形のエクストリームラインの色が赤になっている。電動機能をOFFにすれば、通常のエクストリームスタジアムと同等のバトルが可能となる（ただし、中央部分に若干の段差があることで、動きの変化が多少ある）。このセット限定のベイブレードの「ベアスクラッチ5-60F」と、ワインダーランチャーが同梱されている（ワインダーの色が金色になっている）。

### その他
BX-09 ベイバトルパス
2023年7月15日発売。ワインダーランチャーかストリングランチャーに装着することで、シュート回数やシュートパワーを記録できる。専用のスマートフォン向けアプリとの連動が可能。また、同梱されているアプリでポイントを獲得可能なベイコードを登録することで、以後、他のベイコードでポイントを獲得時に、追加でポイントを得られる「ベイバトルパスボーナス」を永続的に追加される。
BX-11 ランチャーグリップ
2023年7月15日発売。ランチャーに取り付け、シュートを安定させる。グリップ、グリップパネルは共に黒。ワインダーランチャー（左回転のワインダーランチャーLも含む）では利き手に応じて2か所取り付け可能で、ストリングランチャー（左回転のストリングランチャーLも含む）ではさらに一直線に一体化した横向きにも取り付け可能。また、グリップ部分に内蔵されたグリップパネルを取り外したり、カスタムグリップに装着されているグリップパネル、ホールドランチャーなどに装着されているラバーパネルとも装着可能で、お好みの持ちやすさを調整したりできる。
BX-12 3on3デッキケース
2023年7月15日発売。3on3バトル用のケース。ベイを3個格納できる。
BX-18 ストリングランチャー
2023年10月7日発売。紐式のランチャーで、色は黒。スタートダッシュセットに同梱されている青のストリングランチャーよりも、紐の長さが若干長くなっている（以降、同梱などを含めた全てのストリングランチャーはこの仕様となる）。
BX-25 ギアケース
2023年12月27日発売。機体やランチャーなどを持ち運びが可能な黒色のケース。ケースの中に機体を最大8個まで収納できるスペースがある他、ベイバトルパス、ランチャー、ランチャーグリップ、ビットを収納できるスペースが用意されている。
BX-28 ストリングランチャー ホワイトVer.
2024年3月30日発売。紐式のランチャーで、色は白。紐の長さなどはBX-18と同様の仕様。
BX-29 カスタムグリップ ホワイトVer.
2024年3月30日発売。グリップの色は白、グリップパネルは青。ランチャーグリップにあった通常のグリップパネルに加え、大きさの異なるグリップパネルが追加され、より持ちやすさを調整することが可能になった。
BX-30 カスタムグリップ レッドVer.
2024年3月30日発売。グリップは赤、グリップパネルは黒。カスタムなどはホワイトVer.と同様の仕様。
BX-00 カスタムグリップ クリアブラックVer.
2024年6月1日発売。グリップはクリアブラック、グリップパネルはクリアグリーン。カスタムなどはホワイトVer.と同様の仕様。エクストリームカップなどのイベント会場のみの限定販売（現状、B4ストア対象店舗では購入できない）。
BX-00 ビットセット ゴールド×ブラックVer.
2024年7月30日発売。特別カラーのビットのフラット、テーパー、ボール、ニードルの4種をセットになったもの。同日より「レアベイゲットバトル」で限定品購入チケットを得ることで、タカラトミーモール限定で購入可能な限定商品である。
BX-00 ベイブレードステッカー01
2024年7月30日発売。特別デザインのステッカーが入った2枚入りのセットで、01はロゴを意識したデザインとなっている。1枚目には、ベーシックラインのギヤチップのデザインを変更可能なステッカーになっている。2枚目は2種類の中でどれか1枚入っている。同日より「レアベイゲットバトル」で限定品購入チケットを得ることで、タカラトミーモール限定で購入可能な限定商品である。
BX-00 ベイブレードステッカー02
2024年7月30日発売。特別デザインのステッカーが入った2枚入りのセットで、02はチームペルソナのキャラクター達をメインにしたデザインとなっている。1枚目には、ドランバスター、ヘルズハンマー、ウィザードロッドの各ギヤチップのデザインを変更可能なステッカーとなっている。2枚目は3種類の中でどれか1枚入っている。同日より「レアベイゲットバトル」で限定品購入チケットを得ることで、タカラトミーモール限定で購入可能な限定商品である。
BX-00 ベイブレードステッカー03
2024年7月30日発売。特別デザインのステッカーが入った2枚入りのセットで、03はブレードやランチャーなどに装着可能なデザインを意識したステッカーが多く入ったもの。1枚目はランチャーなどで装着可能なロゴのデザインのステッカーとなっている。2枚目には、ベーシックラインのギヤチップのデザインを変更可能なステッカーが2種類の中でどれか1枚入っている。同日より「レアベイゲットバトル」で限定品購入チケットを得ることで、タカラトミーモール限定で購入可能な限定商品である。
BX-40 ワインダーランチャーL
2025年3月29日発売。左回転のベイを回すためのツールで、25周年記念セットにあったものと同様の仕様。これまで左回転系統のランチャーは、スターターのコバルトドラグーンで同梱されたストリングランチャーL、25周年記念セットで同梱された同商品の青色のみであったため、初めて左回転系統のランチャーが単品販売された。ランチャーの色がグレー、ワインダーの色は紫になっている。
BX-41 ラバーカスタムグリップ ガンメタVer.
2025年3月29日発売。グリップの色はガンメタ、グリップパネルはクリアレッド。中央のグリップパネルに加え、スターターのサムライセイバーにあった大きさが異なる4つのラバー素材のラバーパネルが追加され、色以外はサムライセイバーに同梱されたものと同様の仕様。
BX-42 ラバーカスタムグリップ ブルーVer.
2025年3月29日発売。グリップの色は青、グリップパネルはクリア。カスタムなどはガンメタVer.と同様の仕様。
BX-43 ギアケース ホワイトVer.
2025年3月29日発売。ケースの色が白になったが、収納などは通常の黒と同様の仕様。

### ゲームソフト
- 『BEYBLADE X XONE』（フリュー、2024年11月14日発売、Nintendo Switch・Steam）

シリーズ初のゲーム作品で、第1作。
Switchのパッケージ版のみ、ベイブレードの「シノビナイフ4-60LF メタルコート：ブルー」が同梱されている。
- 『BEYBLADE X EVOBATTLE』（フリュー、2025年11月13日発売予定、Nintendo Switch・Steam）

ゲーム作品第2作で、前作のセーブデータがあれば、引き継ぎボーナスを得ることが可能となっている。
Switchのパッケージ版のみ、ベイブレードの「レオンファングT4-60A レッドVer.」が同梱されている。

### 書籍
- てれびくん 超ひゃっかシリーズ『ベイブレードＸ ひみつファイル100』（小学館、2024年12月11日発売）

アニメに登場するブレーダー15人以上、ベイブレード20種類以上を掲載。ベイの特徴やアニメでのバトルの様子、キャラクターのプロフィールなど、合わせて100個のひみつを紹介。
- BEYBLADE X 必勝XTRAガイド（小学館、2025年2月28日発売）

初の公認ガイドブック。付録としてブレードの「フェニックスフェザー オレンジVer.」が同梱され、ブレードがオレンジで塗装されたメタルコート仕様となっている。

### コラボレーション
Roblox
『BEYBLADE X』も新規参加し、クリエイターと共にRoblox上にメタバース空間をつくるクリエイター共創プロジェクトは2023年7月15日から8月16日まで開催していた。BEYBLADE PARKは2023年10月6日からサービス開始。

### 関連アプリ
BEYBLADE X -ベイブレードエックス-
2023年7月21日より配信開始された専用のスマートフォン向けアプリ。当初は7月15日配信予定であったが、アプリ内の不具合で延期となった。ベイバトルパスを使用して連動することで、シュートパワーの測定、アプリ内のミニゲームを遊ぶことができる。また、ベイコードで登録された機体を3Dモデルで閲覧、今後発売予定の新商品の情報配信などを見ることができる。